# Liste des codes postaux d'Algérie
 (mars 2021).
Cet article recense les codes postaux d'Algérie. L'ensemble de ces codes ont été modifiés en 2008,.
Un code postal comporte cinq chiffres : les deux premiers correspondent à la wilaya, les trois suivants à la ville (000 s'il s'agit du chef-lieu). 

## Classement par localité

### A
- Abadla : 08200
- Abalessa : 11120
- Abizar : 15376
- Abou el Hassan : 02215
- Achaacha : 27009
- Achasta Ammor : 27301
- Addaoua : 19261
- Adekar Kebouche : 06401
- Adgha : 01001
- Adila Tamdikht : 15481
- Adjioun : 06601
- Adrar : 01000
- Affensou : 21231
- Afir : 35110
- Aflou : 03400
- Aghbala : 06351
- Aghir : 40303
- Aghlal : 46155
- Aghrib : 15345
- Agouni Bouafir : 15351
- Aït Oumalou : 15505
- Agouni Gueghrane : 15465
- Agouni Ouadallah : 15262
- Agouni Oufekous : 15622
- Agouni Ouzaraz : 15378
- Aguemoune Beni Khiar : 06531
- Ahl Chaaba : 26401
- Ahl el Oued : 28511
- Ahle el Oued et Henia : 09252
- Ahmar el Ain : 42220
- Hanif : 10130
- Aïn Abessa : 19110
- Aïn Abid : 25130
- Aïn Adden : 22210
- Aïn Aghbal : 21221
- Aïn Aizar : 40141
- Aïn Allem : 36201
- Aïn Allem : 46351
- Aïn Arko : 24381
- Aïn Arnat : 19100
- Aïn Azal : 19245
- Aïn Babouche : 04100
- Aïn Barbar : 23141
- Aïn Beïda (Oum El Bouaghi) : 04200
- Aïn Beïda : 10231
- Aïn Beida (Ouargla) : 30120
- Aïn Beïda : 46201
- Aïn Beïda (Oran) : 31103
- Aïn Beïda Djebel Halfa : 43331
- Aïn Bekai : 03521
- Aïn Ben Beida : 24280
- Aïn Ben Khelil : 45110
- Aïn Ben Sbaa : 25234
- Aïn Benian : 44260
- Aïn Benian :16202
- Aïn Berda : 23230
- Aïn Bessem : 10400
- Aïn Bouchekif : 14110
- Aïn Boucif : 26500
- Aïn Boudinar : 27240
- Aïn Bouras : 29241
- Aïn Bouziane : 21415
- Aïn Charaia : 21266
- Aïn Charchar : 21350
- Aïn Cheikh : 39203
- Aïn Choucha : 39241
- Aïn Chouhada : 17455
- Aïn Dalia : 26381
- Aïn Defla : 44000
- Aïn Deheb : 14230
- Aïn Dem : 44271
- Aïn D'hab : 26001
- Aïn Djarboua : 40331
- Aïn Djasser : 05380
- Aïn D'Zarit : 14340
- Ain El Ahdjar : 42442
- Aïn El Arba : 46210
- Aïn El Assel : 36170
- Aïn El Beida : 05381
- Aïn El Berd : 22265
- Aïn el Bia : 31230
- Aïn El Bordj : 04347
- Aïn El Hadid : 14470
- Aïn El Hadjar : 20100
- Aïn El Hadjar : 10480
- Aïn El Hadjel : 28003
- Aïn El Hammam : 15200
- Aïn El Houtz : 13111
- Aïn El Ibel : 17440
- Aïn El Kebira : 19400
- Aïn El Kerma : 07321
- Aïn El Melh : 28400
- Aïn El Orak : 32340
- Aïn Errich : 28420
- Aïn Fakroun : 04345
- Aïn Farah : 29245
- Aïn Fares : 28495
- Aïn Fares : 29140
- Aïn Fekan : 29525
- Aïn Fekka : 17250
- Aïn Ferhat : 04212
- Aïn Ferradja : 38101
- Aïn Fezza : 13165
- Aïn Frass : 29530
- Aïn Ghezzal : 07131
- Aïn Ghoraba : 13130
- Aïn Ghrab : 12415
- Aïn Guergour : 38102
- Aïn Hadjar : 41222
- Aïn Hassainia : 24140
- Aïn Kebira : 13610
- Aïn Kechra : 21250
- Aïn Kercha : 04355
- Aïn Kerma : 38001
- Aïn Kerma : 25250
- Aïn Kerma : 36330
- Aïn Kerma : 31340
- Aïn Kermane : 28231
- Aïn Kermes : 14430
- Aïn Khadra : 28170
- Aïn Kharouba : 24141
- Aïn Khiar : 36001
- Aïn Kihal : 46135
- Aïn Laaleg : 28496
- Aïn Legradj : 19720
- Aïn Lahdjar : 19230
- Aïn Laloui : 10410
- Aïn Larbi : 24185
- Aïn Lebna : 18121
- Aïn Lechiekh : 44280
- Aïn Maabed : 17330
- Aïn Madhi : 03200
- Aïn Makhlouf : 24370
- Aïn Mebarka : 24251
- Aïn Mellouk : 43210
- Aïn Merane : 02330
- Aïn Mergoum : 19543
- Aïn Meriem : 14101
- Aïn Mimoun : 40102
- Aïn M'Lila : 04300
- Aïn Nadja : 16331
- Aïn Naga : 07220
- Aïn Nekrouf : 13151
- Aïn Nouïssy : 27130
- Aïn Oghrab : 28431
- Aïn Ouksir : 26560
- Aïn Oulmane : 19200
- Aïn Oussara : 17200
- Aïn Regada : 24320
- Aïn Remada : 19231
- Aïn Romana : 09220
- Aïn Romane : 05811
- Aïn Roua : 19310
- Aïn Sebain : 14180
- Aïn Sebt : 19440
- Aïn Sedjra : 04251
- Aïn Sefra : 45200
- Aïn Sekhouna : 20250
- Aïn Serdoune : 02331
- Aïn Seynour : 41111
- Aïn Si Mesbah : 14126
- Aïn Sidi Ali : 03550
- Aïn Sidi Cherif : 27260
- Aïn Sidi Salah : 12351
- Aïn Slamat : 21457
- Aïn Smara : 25140
- Aïn Soltane : 44240
- Aïn Soltane : 41280
- Aïn Soltane : 20140
- Aïn Soltane : 34191
- Aïn Souda : 24231
- Aïn Tabia : 21267
- Aïn Tallout : 13150
- Aïn Tedles : 27200
- Aïn Taghrout : 34215
- Aïn Tagourait : 42430
- Aïn Tarek : 48325
- Aïn Taya : 16019
- Aïn Teghat : 20131
- Aïn Témouchent : 46000
- Aïn Terzine : 10342
- Aïn Thrid : 22150
- Aïn Tine : 43110
- Aïn Tletat : 26311
- Aïn Tolba : 46350
- Aïn Torki : 44220
- Aïn Touila : 40150
- Aïn Touta : 05002
- Aïn Trik : 43338
- Aïn Turk : 31300
- Aïn Turk : 10120
- Aïn Turk Terre : 31301
- Aïn Yagout : 05860
- Aïn Youcef : 13510
- Aïn Zaatout : 07140
- Aïn Zana Chebikla : 13302
- Aïn Zaouia : 15420
- Aïn Zeguiegue : 12201
- Aïn Zerga : 12320
- Aïn Zerga : 20134
- Aïn Zouit : 21150
- Aissaoui Boziane el Badr : 46126
- Aissaouia : 26680
- Ait Abdelkrim : 15451
- Ait Abdelmoumene : 15452 ou 15058
- Ait Adjissa : 06532
- Ait Aggouacha : 15510
- Ait Bouada : 15312
- Ait Bouadou : 15460
- Ait Bouyahia : 44360
- Ait Chaffaa : 15320
- Aït Ergane : 15466
- Ait Frah : 15503
- Ait Hessane : 15004
- Ait Iddir : 15192
- Ait Idja : 15431
- Ait Idriss : 06622
- Ait Ikhlef : 15327
- Ait Issad : 15301
- Ait Mislaine : 15242
- Ait Ouabane : 15243
- Ait Saada : 15241
- Ait Said : 15601
- Ait Smadh : 15171
- Ait Smail : 06630
- Ait Youcef : 15652
- Ait Zellal : 15097
- Akabiou : 06751
- Akabli : 01302
- Akaoudj : 15622
- Akbil : 15230
- Akbou : 06001
- Akerrou : 15370
- Akfadou : 06411
- Akid Abbes : 31311
- Akid Lofti : 31301
- Akid Othmane : 31201
- Akkar : 06132
- Akourma : 06511
- Akrif Bnourdim : 19432
- Alaimia : 29360
- Alger Aeroport : 16101
- Alger Aeroport EMS : 16102
- Alger Ahcene Askri : 16008
- Alger Ali Basta : 16007
- Alger Ali Ourak : 16021
- Alger APN : 16023
- Alger Asselah Hocine : 16022
- Alger Bab-el-Oued : 16009
- Alger Belouizdad : 16015
- Alger Birkhadem : 16105
- Alger Bouzareah : 16006
- Alger C.H.U. Mustapha : 16024
- Alger Cheques Postaux : 16013
- Alger Colis Postaux : 16002
- Alger Diar el Mahcoul : 16077
- Alger Didouche Mourad : 16006
- Alger el Annassers : 16015
- Alger el Kettani : 16019
- Alger el Marsa : 16020
- Alger et Thaalabi : 16025
- Alger Ferhat Boussad : 16005
- Alger Gare : 16000
- Alger Garidi 1 : 16053
- Alger Haute Casbah : 16017
- Alger Khelifa Boukhalfa : 16021
- Alger Kouba : 16050
- Alger Malika Gaid : 16010
- Alger Mohamed V : 16026
- Alger Palais des Expos : 16132
- Alger Palais du Peuple : 16028
- Alger Port Said : 16001
- Alger Premier Mai : 16016
- Alger Premier Novembre : 16003
- Alger Riad el Feth : 16076
- Alger Rostomia : 16011
- Alger RP : 16004
- Alger Said Hamdine : 16012
- Alger Sept Merveilles : 16027
- Alger Sidi M'hamed : 16014
- Alger Tarik ibn Ziad : 16018
- Alger U.S.T.H.B. : 16123
- Ali Charef : 21216
- Ali Gader : 05761
- Alma Beni Zmenzer : 15001
- Amentane : 05721
- Amera : 17441
- Amieur : 13185
- Amizour : 06300
- Ammari : 38110
- Ammi Moussa : 48315
- Amoucha : 19480
- Amourah : 44286
- Amourah : 17470
- Amrouna : 38201
- Amroussa : 09451
- Amsel : 11001
- Amtik N'tafat : 06001
- Annaba Amirouche : 23001
- Annaba Belouizdad : 23007
- Annaba Cite Didouche Mourad : 23008
- Annaba Cite Universitaire : 23009
- Annaba el Bouni : 23006
- Annaba el Malaha : 23010
- Annaba el Marsa : 23005
- Annaba Gare Routière : 23011
- Annaba Menadia : 23002
- Annaba Oued Kouba : 23003
- Annaba Plaine Ouest II : 23004
- Annaba RP : 23000
- Annaba Sidérurgie : 23012
- Annaba Sidi Salem : 23013
- Aokas : 06130
- Aomar : 10270
- Aoubellil : 46270
- Aouf : 29550
- Aoughanime : 05722
- Aoulef : 01300
- Aoulef Cheurfa : 01301
- Aourir Adjissa : 06352
- Araba : 31215
- Arassa : 19701
- Arbaouat : 32350
- Arbouz : 13441
- Arib : 44170
- Arich Hamoula : 07431
- Aricha : 13210
- Arres : 43350
- Arris : 05200
- Arzew : 31004
- Asfour : 36250
- Asla : 45250
- Assam : 06421
- Assi Youcef : 15431
- Assoumar : 18122
- Attatba : 42435
- Attouche : 15661
- Ayada : 34261
- Ayaida : 31212
- Ayaten : 06022
- Ayaycha : 39141
- Azarazene : 15377
- Azazga : 15300
- Azeba : 43001
- Aziz : 26365
- Azouza : 15501
- Azroubar : 15603
- Azzaba : 21300
- Azzefoun : 15315

### B
- Baach : 02257
- Baali : 05701
- Baata : 26693
- Bab el Assa : 13014
- Baba Ali : 42396
- Baba Driss Aouaidia : 44101
- Baba Hassen : 16081
- Babar : 40006
- Bab Ezzouar : 16042
- Bachedjarah : 16230
- Badès : 07251
- Badriane : 01441
- Baghai : 40130
- Baghlia : 35130
- Bahalil : 10191
- Bahou : 01201
- Bains Romains : 16060
- Baiou : 05762
- Baissa Oualouane : 47004
- Balidat Ameur : 30220
- Balloul : 20221
- Bamendil : 30001
- Ban Yagoub Fedjana : 42128
- Baniane : 07231
- Baniou : 28081
- Baraka : 38232
- Baraki : 16210
- Barbacha : 06320
- Barika : 05400
- Bathia : 44165
- Batna : 05000
- Battoum : 41101
- Bayada : 39150
- Bazer Sakhra : 19675
- Bazoul : 18202
- Bechar : 08000
- Bechar Djedid : 08002
- Bechloul : 10145
- Beddiab : 28301
- Bedjene : 12460
- Bedradine el Mokrani : 22340
- Beggas : 10262
- Behir Chergui : 04260
- Beidha : 03450
- Beidha Bordj : 19640
- Beinen : 43356
- Béjaia : 06000
- Bekira : 25231
- Bekkar : 40152
- Bekkaria : 12130
- Bekkouche Lakhdar : 21360
- Belaa : 19660
- Belaassel Bouzegza : 48150
- Belaiba : 28160
- Belalia Yemloul : 22311
- Belarbi : 22255
- Belbachir : 47301
- Belghanem : 47001
- Belghimouze : 18361
- Belhadef : 18380
- Belkheir : 24165
- Belkitane : 40151
- Bellaas : 44330
- Bellihoud : 05201
- Ben Allal : 44210
- Ben Amar : 36140
- Ben Azouz : 21330
- Ben Badis : 25102
- Ben Badis : 22300
- Ben Boulaid : 43251
- Ben Djarah : 24145
- Ben Freha : 31250
- Ben Hamdani : 09403
- Ben M'hidi : 36220
- Ben Salah : 09231
- Ben Smih : 24296
- Ben S'rour : 28215
- Benaceur : 30420
- Benachiba Chelia : 22245
- Benaira : 02270
- Benchicao : 26145
- Ben Choud : 35120
- Bendaoud : 31131
- Bendaoud : 34125
- Bendieb : 19266
- Bin El Ouiden : 21270
- Benhaddou Bouhadjar : 26101
- Benhar : 17235
- Beni Abbes : 08300
- Beni Affeur : 18161
- Beni Aïssi : 15191
- Beni Amrane : 35425
- Beni Aziz : 19430
- Beni Bahdel : 13250
- Beni Bechir : 21120
- Beni Belaid : 18362
- Beni Chaib : 38330
- Beni Chebana : 19710
- Beni Douala : 15190
- Beni Fouda : 19620
- Beni Foudala : 05530
- Beni Ghougrane : 09211
- Beni Guecha : 43316
- Beni Hadef : 19721
- Beni Hamdoune : 10196
- Beni Hamiden : 25220
- Beni Haoua : 02240
- Beni Ikhlef : 08340
- Beni Ilmane : 28340
- Beni Isguen : 47131
- Beni Kadrissene : 21251
- Beni Ketit : 18132
- Beni Khellil : 09420
- Beni Kouffi : 15427
- Beni Laalem : 34146
- Beni Lahcene : 38320
- Beni Makhlouf : 05501
- Beni Mansour : 06261
- Beni Maouche : 06530
- Beni Mellikeche : 06280
- Beni Mendes : 15426
- Beni Merad : 09130
- Beni Messous : 16206
- Beni Mester : 13120
- Beni Mestina : 25211
- Beni Mimoune : 18381
- Beni Missera : 09351
- Beni Mohli : 19730
- Beni Mouimene : 09201
- Beni Ouarsous : 13540
- Beni Ouazane : 02372
- Beni Oulbane : 21445
- Beni Ounif : 08100
- Beni Ourtilane : 19700
- Beni Rached : 02110
- Beni Saf : 46300
- Beni Slimane : 26400
- Beni Snous : 13230
- Beni Tamou : 09240
- Beni Thour : 30009
- Beni Yacoub : 17130
- Beni Yadjis : 18170
- Beni Yahi : 27141
- Beni-yenni : 15530
- Beni Zentis : 48240
- Benia : 26521
- Benian : 29520
- Benicoub Fedhaba : 42128
- Beni-ouamar : 06271
- Bennana : 03111
- Bensekrane : 13180
- Benyahia Abderrahmane : 43230
- Benzouh : 28230
- Berdjilette : 36332
- Berhoum : 28130
- Berkouka : 15152
- Berrahal : 23100
- Berrarda : 28302
- Berriane : 47100
- Berriche : 04210
- Berrihane : 36160
- Berrouaghia : 26200
- Besbes : 36240
- Besbes : 07421
- Bethioua : 31210
- Bezite : 10110
- Bhir Bouhouche : 41250
- Bichara : 28111
- Bida : 19471
- Belimour : 34270
- Bir Aissa : 34262
- Bir Amar : 04101
- Bir Ben Laabed : 26430
- Bir Bouche : 44290
- Bir Chouhada : 04320
- Bir El Arch : 19650
- Bir el-Ater : 12200
- Bir el-Djir : 31130
- Bir el H'man : 22460
- Bir el Mokkadem : 12420
- Bir el Ouesra : 12231
- Bir Fodda : 28480
- Bir Ghbalou : 10440
- Bir Guellalia : 28251
- Bir Hmaoudi : 34201
- Bir Kasdali : 34220
- Bir Labiod : 19266
- Bir Louhichi : 41116
- Bir Mahdi : 28502
- Bir Messaoud : 26592
- Bir Mourad Raïs : 16300
- Bir Ogla : 04301
- Bir Ould Khelifa : 44190
- Bir Saf Saf : 02101
- Birine : 17230
- Birkhadem : 16029
- Birtouta : 16709
- Biskra : 07000
- Biskra Air : 07003
- Biskra el Alia : 07004
- Biskra Star Melouk : 07005
- Biskra Cite el Amal : 07006
- El Kantara : 07008
- Bissa : 02241
- Bitam : 05440
- Bled Gaffar : 24111
- Bled Youcef : 43241
- Blida : 09000
- Blida Derbali Ali : 09003
- Bouandas : 19500
- Boghar : 26320
- Boghni : 15425
- Bologhine : 16030
- Bordj Ali : 18113
- Bordj Baal : 02351
- Bordj-Badji-Mokhtar : 01220
- Bordj Belkhrif : 28411
- Bordj Ben Azzouz : 07345
- Bordj Bou Naama : 38300
- Bordj El Bahri : 35320
- Bordj el Kiffan : 16120
- Bordj el Kiffan Faizi : 16122
- Bordj el May : 32211
- Bordj Emir Abdelkader : 09251
- Bordj Emir Abdelkader : 38240
- Bordj Emir Khaled : 44120
- Bordj Ghédir : 34275
- Bordj Meheris : 25131
- Bordj Menaiel : 35200
- Bordj-Mira : 06621
- Bordj M'raou : 41131
- Bordj Okhriss : 10340
- Bordj Omar Driss : 33210
- Bordj Sabat : 24340
- Bordj Tahar : 18260
- Bordj Zemoura : 34145
- Bordj-Bou-Arreridj : 34000
- Bou el Freis : 05853
- Bouhadjar : 36300
- Bou Hamedi : 35351
- Bou Hanifia : 29100
- Bou Henni : 29450
- Bou Ismaïl : 42415
- Bou Maaraf : 41102
- Bou Mahni : 15401
- Bou Mendjel : 21142
- Bou Saada : 28200
- Bou Sfer : 31320
- Bouaabed : 36141
- Bou Aiche : 26350
- Bouaichoune : 26165
- Bouaidel : 35426
- Boualem : 32100
- Bouali : 01241
- Bouameur : 30003
- Bouamrane : 19371
- Bouarfa : 09120
- Bouati Mahmoud : 24170
- Boubhjir : 15391
- Boucaid : 38350
- Bouchagroune : 07355
- Bouchaoui : 42301
- Bouchegouf : 24200
- Bouchetata Mahmoud : 21140
- Bouchrahil : 26690
- Bouda Bendraou : 01150
- Boudaroua : 24291
- Boudekak Adouir : 18251
- Bouderbala : 10210
- Boudhar : 35262
- Boudjellil : 06260
- Boudjima : 15630
- Boudkene : 26450
- Boudouaou : 35400
- Boudouaou / Ghoualem : 35023
- Boudoukha : 21252
- Boudria Beni Yadjis : 18170
- Boufarik : 09400
- Boufatis : 31240
- Boufoula : 43201
- Bougaa : 19300
- Bougara : 09350
- Bougara : 14190
- Bougherara el Fedjoudj : 04350
- Boughezoul : 26360
- Bougous : 36180
- Bougtoub : 32200
- Bouguirat : 27245
- Bouhachana : 24240
- Bouhadj : 15486
- Bouhalbes : 21432
- Bouhamza : 06290
- Bouhanche Beni Ahmed : 18002
- Bouharoun : 42425
- Bouhinoun : 15005
- Bouhitem : 06512
- Bouhlou : 13350
- Bouhmama : 40240
- Bouilef Fesdis : 05111
- Bouinan : 09450
- Bouira : 10000
- Bouira : 19111
- Bouira Lahdab : 17245
- Boukadir : 02300
- Boukais : 08130
- Boukamouza : 24292
- Boukanoun : 13442
- Boukarana : 43202
- Boukhadra : 12310
- Boukhalfa : 15002
- Boukhanafis : 22380
- Boukhemissa : 28001
- Boukhors : 20001
- Boulhilat : 05840
- Boulhaf : 12150
- Boulhaf : 34264
- Boumaad Tilmouni : 22256
- Boumahra Ahmed : 24110
- Boumaiza : 21331
- Boumalek : 43243
- Boumedfaa : 44245
- Boumerdès : 35000
- Boumia : 05810
- Boummaguer : 05620
- Bounoughra : 21237
- Bounouh : 15445
- Bounoura : 47130
- Bourached : 44130
- Bourghida : 21211
- Bourkika : 42230
- Bousfer : 31320
- Bousfer Air : 31321
- Boussemghoun : 32320
- Boutaleb : 19250
- Bouteldja : 36195
- Bouteldja : 42211
- Boutenache : 18231
- Boutlelis : 31170
- Boutrak : 13621
- Bouyamine : 42146
- Bouzareah : 16340
- Bouzareah Ali Remli : 16341
- Bouzareah el Hamadia : 16342
- Bouzeghaia : 02230
- Bouzeguène : 15327
- Bouzina : 05740
- Brahmia Ahcene : 12001
- Braktia : 28101
- Branis : 07120
- Breira : 02245
- Brezina : 32170
- Brida : 03500

### C
- Cap Caxine : 16061
- Ced el Ghaba : 28541
- Chaaba : 21452
- Chaabet el Leham : 46160
- Chaabet Medbouh : 25232
- Chaabnia : 02354
- Chabet el Ameur : 35220
- Chadia : 18001
- Chahbounia : 26345
- Chahna : 18230
- Chaiba : 42410
- Chairia : 31213
- Charef : 17120
- Charouine : 01420
- Chebacheb : 35039
- Chebaita : 36271
- Chebel : 15367
- Chebilia : 28003
- Chebli : 09460
- Chechar : 40300
- Chefaa : 34216
- Chefia : 36260
- Chekfa : 18250
- Chegga : 30301
- Cheguig : 32250
- Chehaima : 14220
- Cheikh Benyahia : 44303
- Chellalet El Adhaoura : 26530
- Chelghoum Laid : 43200
- Chellal : 28540
- Chellala : 32330
- Chemini : 06022
- Chemmora : 05830
- Cheniguel : 26540
- Chennaoura : 05253
- Chentgouma : 40101
- Cheraga : 16002
- Cheraia : 21225
- Cherchar : 34001
- Cherchell : 42300
- Cherchell Terre : 42103
- Cheria : 12400
- Cherki Sidi Aissa : 20181
- Cherufa : 19462
- Chetaibi : 23130
- Chetma : 07270
- Chetouane : 13100
- Chettia : 02170
- Cheurfa : 23240
- Cheurfa n'Bahloul : 15471
- Chiaba : 07441
- Chiffa : 09250
- Chigara : 43130
- Chihani : 36210
- Chir : 05703
- Chlef : 02000
- Chorfa : 10190
- Chott : 36242
- Chott : 30002
- Chouchaoua : 02131
- Chrea : 09110
- Cinq Martyrs : 42221
- Cite des Freres Benchadi : 05112
- Cite du 1er Mai Kheraza : 23211
- Colla : 34185
- Collo : 21200
- Constantine Ain-el-Bey : 25020
- Constantine Aouati Mostefa : 25007
- Constantine Belouizdad : 25008
- Constantine Chabersas : 25010
- Constantine Cite Daksi : 25001
- Constantine Cite des Martyrs : 25006
- Constantine Cite Filali : 25011
- Constantine Cite Ziadia : 25012
- Constantine Coudiat : 25002
- Constantine El Gamas : 25013
- Constantine El Kantara : 25009
- Constantine Émir E.A.K : 25020
- Constantine Gare : 25000
- Constantine Les Pins : 25022
- Constantine Loucif : 25014
- Constantine Mansourah : 25004
- Constantine Oued Hamimi : 25015
- Constantine RP : 25005
- Constantine Saidani : 25016
- Constantine Sidi Mabrouk : 25003
- Constantine Université : 25017
- Constantine Wilaya : 25018
- Constantine Zouaghi : 25019
- Constantine Bellevue : 25024
- Corso : 35420

### D
- Dadayoun : 31312
- Dahmoune Tahar : 24151
- Dahmouni : 14100
- Daouda Oliviers : 42447
- Dar ben Amar : 18103
- Dar Chioukh : 17340
- Dar El Beïda : 16033
- Dar el Hadj : 19342
- Dar el Kaid : 44171
- Dar Houssa : 36241
- Dar Yaghmouracene : 13410
- Darguina : 06640
- Darsoun : 25251
- Dayet Ben Dahoua : 47140
- Dayet Terfes : 14341
- Debbagh Magoura : 13261
- Debdaba : 27111
- Debdeb : 33220
- Debila : 39100
- Dechmia : 10310
- Dekkara : 18201
- Deldoul : 17415
- Dellys : 35100
- Dely Ibrahim : 16320
- Demnia : 21268
- Dendouga : 39204
- Dergana : 16087
- Derrag : 26370
- Deux Bassins : 26610
- Dhaiet Zraguet : 20202
- Dhala : 04295
- Dhaya : 22440
- Dhebel Thameur : 28253
- Djendel Saadi Mohamed : 21310
- Didouche Mourad : 25210
- Difel : 07402
- Dirah : 10370
- Djamaa : 39240
- Djanet : 33100
- Djaouna : 28113
- Djasr Kasentina : 16260
- Djebabra : 09330
- Djebahia : 10280
- Djebala : 13640
- Djeballah Khemissi : 24125
- Djebel Aissa Mimoun : 15640
- Djebel Annoual : 12002
- Djebel Aougueb : 43242
- Djebel Guettara : 28256
- Djebel Meharga : 28252
- Djebel Staiha : 21431
- Djebel Zeyreg : 28254
- Djebilet Rosfa : 14431
- Djebla : 15623
- Djeblaa : 06431
- Djedeida : 39101
- Djefafla : 31214
- Djelfa : 17000
- Djelida : 44100
- Djellal : 40320
- Djemaa Ouled Cheikh : 44160
- Djemaa Saharidj : 15352
- Djemila : 19680
- Djemma Sekhra : 13402
- Djemorah : 07110
- Djendel : 44270
- Djenien Bourezg : 45240
- Djenien Meskine : 29331
- Djerba Chelaida : 13181
- Djeriat : 05681
- Djerma : 05820
- Djezzar : 05450
- Jdiouia : 48360
- Djillali ben Omar : 14135
- Djinet : 35210
- Djorf el Barda : 08201
- Djouab : 26420
- Djoub : 28236
- Dlilai : 30401
- Damous : 42145
- Douaouda Marine : 42446
- Douaouda Ville : 42445
- Douar Fermatou : 19004
- Doucen : 07410
- Douera : 16049
- Doui Hasni : 38231
- Douilat : 39311
- Douis : 17450
- Dra Souary : 17231
- Draâ Ben Khedda : 15100
- Draa Boultif : 05861
- Draa el Gbor : 05361
- Draa el Mizan : 15400
- Draa Essamar : 26120
- Dréa : 41140
- Drean : 36200
- Dreat : 28501
- Droh : 07271
- Dyr : 12102
- Draria : 16050

### E
- Eddis : 28211
- El Fedjoudj : 04350
- El Abaida : 44340
- El Abed : 13262
- El Abiodh Sidi Cheikh : 32300
- El Achir : 34195
- El Achour : 16403
- El Adjiba : 10160
- El Affroun : 09011
- El Aioun : 36018
- El Akbia : 18322
- El Alem : 06641
- El Alia : 16111
- El Allia : 30310
- El Allig : 28217
- El Amra : 44135
- El Amria : 46110
- El Anasser : 34295
- El Anasser Base : 19002
- El Ancer : 18360
- El Ançor : 31330
- El Aneb : 44136
- El Aoudia : 18351
- El Aouedj : 13211
- El Aouinet : 12300
- El Aouana : 18130
- El Arfiane : 39242
- El Asnam : 10150
- El Assafia : 03130
- El Athmania : 02301
- El Attaf : 44300
- El Atteuf : 47120
- El Azizia : 26630
- El Baadj : 39202
- El Bachir Mohamed : 42203
- El Bayadh : 32000
- El Bayadh Hasnaoui Said : 32001
- El Bayadh Sahnoune Miloud : 32002
- El Betiha : 41146
- El Bhour : 30201
- El Biar : 16606
- El Biod : 45140
- El Bnoud : 32310
- El Bor : 13401
- El Bordj : 29230
- El Bordj el Abiadh : 31341
- El Borma : 30510
- El Bour : 30111
- El Braya : 31150
- El Bridja : 42322
- El Djahli : 04302
- El Djazia : 04270
- El Emir Abdelkader : 46320
- El Eulma : 19600
- El Fedjoudj : 24130
- El Fehoul : 13520
- El Feidh : 07260
- El Fhis : 36331
- El Frine : 36171
- El Gaada : 29340
- El Gahra : 17426
- El Gantra : 23222
- El Ghassoul : 32150
- El Ghedir : 21420
- El Ghenzoua : 21456
- El Ghicha : 03510
- El Ghil : 28114
- El Ghomri : 29430
- El Ghrous : 07350
- El Gor : 13220
- El Gourzi : 25101
- El Guedid : 17110
- El Guerrara : 47110
- El Guettar : 48220
- El Haçaiba : 22485
- El Hachichia : 19103
- El Hachimia : 10470
- El Hadaiek : 21130
- El Hadjadj : 05221
- El Hadjadj : 02390
- El Hadjar : 23200
- El Hadjira : 30300
- El Hadra : 19331
- El Hamadia : 16341
- El Hamdania : 26140
- El Hamel : 28440
- El Hamma : 40100
- El Hamadia : 34240
- El Hammam : 17121
- El Hammam : 19111
- El Hamra : 34101
- El Hamri : 21442
- El Haouch : 07210
- El Harmilia : 04360
- El Harrach : 16200
- El Harrach 5 Maisons : 16131
- El Harrouch : 21400
- El Hassania : 44150
- El Hiouhi : 17461
- El H'madna : 48340
- El Horaya : 07202
- El Houaita : 03220
- El Idrissia : 17100
- El Kaada : 18271
- El Kala : 36100
- El Kalaa Bou Hallou : 02201
- El Kantara : 07130
- El Kantara les Gorges : 07131
- El Karimia : 02130
- El Kerma : 31110
- El Karma : 23201
- El Kennar : 18321
- El Kesdir : 45130
- El Kharrouba : 35450
- El Khabouzia : 10441
- El Kheiter : 32210
- El Khemis : 17225
- El Khennak : 18331
- El Khroub : 25100
- El Klaa : 15361
- El Kouachia : 05831
- El Kouif : 12100
- El Ksar : 05301
- El Kseur : 06310
- El Ksour : 30202
- El Ma el Biodh : 12160
- El Maad : 18162
- El Madania : 16075
- El Madher : 05800
- El Madjene Lotfi : 10430
- El Mahdia : 19104
- El Mahgoun : 31202
- El Main : 34175
- El Malah : 46100
- El Malah : 25233
- El Marsa : 02255
- El Marsa : 21320
- El Marsa : 35321
- El Matmar : 48100
- El Mechira : 43280
- El Mehara : 32360
- El Mehir : 34120
- El Mellah Hamouchi : 19676
- El Menouar : 29235
- El Merdj : 18131
- El Merdja : 19681
- El Merdja : 17343
- El Meridj : 12330
- El Mesrane : 17302
- El M'ghaier : 39200
- El Mianiaa : 47300
- El Milia : 18001
- El Minzah : 31045
- El Mouradia : 16070
- El Ogla : 12440
- El Ogla el Malha : 12210
- El Oguila : 17342
- El Omaria : 26220
- El Oualadja : 07261
- El Ouata : 08350
- El Oueldja : 40360
- El-Oued : 39000
- El Ouinet : 26595
- El Ouldja : 21241
- El Ouldja : 19670
- El Ouloudj : 21201
- El Ouricia : 19120
- El Outaya : 07100
- El Tarf : 36000
- Emir Abdelkader : 18220
- Emdjez Edchich : 21430
- En Nedjma : 31101
- Erg Ferradj : 08220
- Eraguene : 18120
- Errahaba : 42202
- Es Sebt : 21340
- Es Senia : 31100
- Eulma : 23250

### F
- Faidh el Botma : 17465
- Farallah : 25241
- Farfar : 07101
- Fedj M'zala : 43301
- Fedjana : 42127
- Fellaoucene : 13620
- Fellaoussene A. Ramdane : 31313
- Fenarou : 05601
- Ferraoun : 06330
- Ferfad Ali : 07401
- Ferkane : 12250
- Fermatou : 19003
- Ferna Mansourah : 27352
- Fesdis : 05110
- Fidjel : 20121
- Filfila : 21100
- Fkirina : 04230
- Fornaka : 27160
- Fouanis : 40341
- Fougaret ez Zouia : 11220
- Fougaret Larab : 11221
- Foughala : 07340
- Fouka : 42440
- Fouka el Bahri : 42441
- Foum Toub : 05230
- Fourar Ain Sebaou : 35132
- Frane : 30112
- Freha : 15340
- Frenda : 14400
- Frikat : 15410
- Friouat Morghad : 20241
- Froha : 29560

### G
- Garat Ettaam : 47133
- Garet : 06311
- Gdyel : 31260
- Ghamra : 39401
- Ghamra : 30203
- Ghardaia : 47000
- Ghardaia Noumerat : 47121
- Ghassira : 05270
- Ghebala M'cid Aicha : 18350
- Ghezal : 28002
- Ghezala : 18323
- Ghazaouet : 13002
- Ghilassa : 34285
- Ghriss : 29500
- Gosbat : 05690
- Gotni : 31241
- Goug : 30204
- Gouraya : 42135
- Goutali : 19601
- Graia : 29101
- Grainia : 48381
- Granine : 31211
- Grarem : 43100
- Guedila : 07111
- Guelaat Boudbaa : 24100
- Guelaat Fiala : 24121
- Guellal : 19201
- Guelma : 24000
- Guelt Zerga : 10301
- Guelta : 02256
- Gueltat Sidi Saad : 03450
- Guemar : 39400
- Guemgouma : 47202
- Guemmour : 34263
- Guendouza : 17341
- Guendouze : 06251
- Guentis : 12413
- Guentour : 10167
- Guenzet : 19340
- Guerbes : 21311
- Guerdjoum : 29535
- Guern Ahmar : 04253
- Guernini : 17210
- Guerrouaou : 09480
- Guerrouma : 10230
- Guertoufa : 14115
- Guerzim : 08331
- Guetfa : 28351
- Guettar el Aich : 25103
- Guettara : 17410
- Guettara : 43101
- Guettena : 29120
- Guigba : 05650
- Guijel : 19265
- Guir Lotfi : 08203

### H
- Hacine : 29110
- Haizer : 10167
- Had-Sahary : 17240
- Haddada : 35427
- Hadj Mechri : 03520
- Hadjadj : 27310
- Hadjar Mefrouche : 21253
- Hadjera Zerga : 10380
- Hadjeret Ennous : 42120
- Hadjiria : 21203
- Hadjout : 42200
- Hai el Moudjahidine : 47008
- Hakimia : 26441
- Halloufa : 12112
- Halloula Sahilia : 42416
- Hallouya : 09471
- Hamadi Krouma : 21110
- Hamadia : 14185
- Hamala : 43140
- Hamam Salihine : 40103
- Hamdania : 42102
- Hamla : 05121
- Hamma Boutaleb : 19246
- Hamma Bouziane : 25230
- Hammam Beni Salah : 36320
- Hammam Boughrara : 13320
- Hammam Bouhadjar : 46200
- Hammam Dhalaa : 28500
- Hammam Ksenna : 10471
- Hammam Melouane : 09360
- Hammam Meskhoutine : 24150
- Hammam N'Bail : 24220
- Hammam Ouled Ali : 24181
- Hammam Rabbi : 20133
- Hammam Righa : 44250
- Hammam Sokhna : 19626
- Hammamet : 12110
- Hamoudi Hamrouche : 21003
- Hamraia : 39440
- Hamri : 48365
- Hanchir Douames : 04241
- Hanchir Laatache : 04326
- Hanchir Toumghani : 04365
- Haniet Ouled Salem : 17402
- Hannacha : 26180
- Haouch el Ghaba : 02184
- Haouche ben Ouali : 35211
- Haoud el Hamra : 30501
- Harchoun : 02140
- Hassana : 46230
- Hassani Abdelkrim : 39102
- Hassasna : 31221
- Hassi Ameur : 31291
- Hassi Bahbah : 17300
- Hassi Ben Abdellah : 30140
- Hassi Ben Okba : 31295
- Hassi Bounif : 31290
- Hassi Dahou : 22260
- Hassi Delaa : 03310
- Hassi el Abed : 20152
- Hassi el Euch : 17320
- Hassi el Fehel : 47220
- Hassi el Gara : 47310
- Hassi el Ghella : 46125
- Hassi el Mora : 17304
- Hassi Fedoul : 17220
- Hassi Khalifa : 39110
- Hassi Khebi : 37011
- Hassi Lahdjar : 11201
- Hassi Mameche : 27100
- Hassi Mefsoukh : 31270
- Hassi Menounat : 08202
- Hassi Messaoud : 30500
- Hassi Rahem : 28451
- Hassi R'Mel : 03300
- Hassi Zahana : 22330
- Hassian Dhib : 03451
- Hassiane Ettoual : 31242
- Hdjar Diss : 23221
- Heliopolis : 24180
- Henchir M'lieh : 40201
- Henia : 15403
- Hennaya : 13550
- Heumis Ain Beida : 02231
- Hidoussa : 05395
- Hobba : 39402
- Hoceinia : 44265
- Honaine : 13580
- Houha Mohamed (Mahmoud) : 31015
- Hounet : 20161
- Hussein Dey : 16040
- Hussein Dey Djenki Hacene : 16041
- Hussein-Dey-Hai el Badr : 16231
- Hydra : 16035

### I
- Ibn Ziad : 25240
- Iboudraren : 15263
- Ichoukrène : 15404
- Ideles : 11110
- Ifalene : 06131
- Iferhounene : 15013 (15260 anciens codes)
- Ifigha : 15310
- Iflissen : 15650
- Ighil Ali : 06240
- Ighil Bouzerou : 15191
- Ighil Guefri : 15502
- Ighil Nait Ameur : 10131
- Ighil N'sebt : 06353
- Ighil Outouaf : 06752
- Ighram : 06210
- Ighzer Amokrane : 06231
- Igli : 08320
- Igostene : 11202
- Iguer Mahdi : 15326
- Iguersafène : 15328
- Illizi : 33000
- Illoula Oumalou : 15390
- Immoula : 06501
- In Amenas : 33200
- In Amguel : 11100
- In Ghar : 11004
- In Guezzam : 11130
- In Salah : 11200
- Inoughissen : 05240
- Irara : 30502
- Irdjen : 15540
- Isser : 35230
- Isserville : 35231
- Izarazen : 15377
- Izatitene : 19511

### J
- Jijel : 18000

### K
- Kadiria : 10260
- Kaidi Abdellah : 25235
- Kais : 40200
- Kalaa : 48115
- Kamouda : 40261
- Kanoua : 21230
- Kantara el Malha el Hamra : 36101
- Kaous : 18150
- Karma : 35471
- Karman : 14001
- Kef Bouderga : 43336
- Kef Laarous : 05252
- Kehailia : 31142
- Kehf el Gharbi : 35232
- Kemmouda : 15003
- Kenadsa : 08140
- Kenenda : 48136
- Kerkera : 21210
- Kerzaz : 08330
- Khadra : 27370
- Khalfallah : 20241
- Khalfoun : 19101
- Khalidj : 22381
- Khalouia : 29260
- Khams Djouamaa : 26240
- Khangat Sidi Nadji : 07280
- Kharmacha : 48301
- Khirane : 40310
- Kheireddine : 27235
- Khelifa Maata : 20151
- Khelil : 34007
- Khellil : 06321
- Khemis : 13231
- Khemis El-Khechna : 35350
- Khemis el Khechna 17 juin : 35353
- Khemis Miliana : 44225
- Khemisit : 31133
- Khemissa : 41210
- Khemisti : 42420
- Khemisti : 38100
- Khenchela : 40000
- Kheneg : 03230
- Khennak Oum el Hout : 18102
- Kherba Siouf : 26366
- Kherrara : 02182
- Kherrata : 06600
- Khessibia : 29001
- Khoriba : 13601
- Khourichfa : 20222
- Khraicia : 42390
- Khrouf : 29301
- Kiria : 06402
- Kissa : 12101
- Kolea : 42400
- Kouba : 16050
- Kouba el Annasser : 16052
- Kouba Garidi : 16051
- Kouba Gue de Constantine : 16261
- Koudiat el Arais : 35261
- Kouinine : 39450
- Koukou : 15221
- Kourdjana : 19341
- Kraakda : 32160
- Krarib : 10271
- Kristel : 31261
- Ksabi : 08380
- Ksar Chellala : 14300
- Ksar el Abtal : 19220
- Ksar el Azeb : 24301
- Ksar el Boukhari : 26300
- Ksar el Hirane : 03100
- Ksar Sbahi : 04120
- Ksour : 34255

### L
- Laadjalat : 05502
- Lac des Oiseaux : 36150
- Laghouat : 03000
- Laghouat 1er novembre : 03001
- Lagraf : 30302
- Lahguia : 10281
- Lahlef : 48380
- Lahmar : 08110
- Lahmeur : 01103
- Lahouidjebet : 12140
- Lakhdaria : 10200
- Lamaamra Achrine Aout : 25133
- Lamied : 47006
- Lamtar : 22360
- Laraba : 18332
- Larbaa Nath Irathen : 15500
- Larbaâ : 05...
- Larbaa (Blida) : 09300
- Larbaa (Tissemsilt) : 38370
- Larbatache : 35370
- Lardjem : 38390
- Larhat : 42150
- Layoune : 38230
- Lazharia : 38360
- Leflaye : 06710
- Leghata : 35280
- Legrine : 05852
- Lemcen : 05670
- Les Eucalyptus : 16057
- Les Platanes : 21101
- Lichana : 07360
- Lioua : 07310
- Lizerg : 39001
- Loudalouze : 42161
- Louhou : 14411
- Louza : 27151

### M
- Maafa : 05520
- Maala : 10240
- Maamora : 10390
- Maamora : 20210
- Maaouia : 19450
- Maarik el Malah : 26641
- Maacem : 38120
- Maatkas : 15151
- Maaziz : 13321
- Macta Menouar : 29401
- Madjene Oued Falette : 20101
- Maghnia : 13027
- Magra : 28150
- Magrane : 39140
- Maharka : 18363
- Mahdia : 31141
- Mahdia : 14175
- Mahouan : 19112
- Main Sinfita : 02266
- Makda : 29510
- Makedra : 22270
- Makouda : 15660
- Mansoura (Bordj Bou Arreridj) : 34100
- Mansoura Nouvelle : 47210
- Mansourah (Tlemcen) : 13016
- Maouaklane : 19370
- Maoussa : 29565
- Marhoum : 22450
- Marsa Ben M'Hidi : 13440
- Marsat El Hadjadj : 31220
- Mascara : 29000
- Matemore : 29540
- Mazafran Bouzezga : 42324
- Mazagran : 27120
- Mazer : 18301
- Mazouna : 48200
- Mazzer : 08321
- M'chatt : 18302
- M'chedallah : 10100
- M'Chouneche : 07230
- M'Cid : 22225
- M'cid Zbarbora : 10201
- M'cil : 05321
- M'daourouch : 41220
- M'doukel : 05430
- Mecheria : 45100
- Mechra Houari Boumediene : 08210
- Mechraa Safa : 14145
- Mechroha : 41110
- Mechtatine : 43211
- Mechtras : 15440
- Meddina : 02183
- Médéa : 26000
- Medhez Rassoul : 23232
- Medina : 05222
- Mediouna : 48230
- Medjana : 34190
- Moudjbar : 26325
- Medjedel : 28450
- Medjez Amar : 24160
- Medjez Sfa : 24210
- Medrissa : 14250
- Meftah : 09320
- Meghila : 14165
- Meghraoua : 26650
- Megloub : 07317
- Meguerba : 19342
- Meguisba : 38202
- Mahelma : 42450
- Mekarta : 34241
- Mekassa : 21351
- Mekhadma : 07335
- Mekhareg : 03120
- Mekhatria : 44140
- Mekla : 15350
- Mekmen ben Amar : 45120
- Mekter Forthassa : 45201
- Melaab : 38301
- Meliana : 04252
- Melika : 47002
- Mellab : 21236
- Mellaha : 09452
- Mellakou : 14125
- Mellala : 06121
- Melloul : 19203
- Melouka : 01162
- Melouza : 28511
- Menaa : 05720
- Menacera : 15101
- Menaceur : 42125
- Menaouar Ain Sayd : 23231
- Menazel : 18241
- Mendes : 48135
- Menzel Bendiche : 21301
- Menzel El Abtal : 21303
- Merabtine : 26271
- Merahna : 41115
- Merdj Medjana : 34166
- Meridja : 08150
- Merine : 22410
- Merkala : 10168
- Merouana : 43337
- Merouana : 05300
- Mers el Kébir : 31310
- Mers el Kebir Marine : 31314
- Mesdour : 10341
- Meskiana : 04250
- Mesloula : 12311
- Mesra : 27255
- Messaad : 17400
- Messelmoun : 42140
- Messerghin : 31180
- Metarfa : 01443
- Metili : 47200
- Metkaouak : 05421
- Metletine : 18104
- Meurad : 42210
- Mexna : 36002
- Mezaourou : 22435
- Mezaourou Sidi Brahim : 13421
- Mezeline : 05741
- Mezloug : 19130
- Mezrara : 15405
- M'garine : 30210
- M'ghiden : 01442
- M'guitaa : 28481
- M'hadjbia : 26201
- M'hamid : 29225
- M'hat Essoultane : 03200
- Mih Ouansa : 39410
- Mihoub : 26670
- Mila : 43000
- Miliana : 44003
- M'Kira : 15482
- M'Lili : 07330
- M'Liliha : 17350
- M'Naguer : 30410
- Mobar Mohamed : 07351
- Mocta Douz : 29460
- Moggar : 30205
- Moghrar : 45230
- Moghrar Foukani : 45231
- Moghrar Tahtani : 45232
- Mohammed Boudiaf : 28490
- Mohamed Seddik Benyahia : 28212
- Mohammédia : 29400
- Mokhtita : 21443
- Moknea : 15311
- Morsott : 12340
- Mostaganem : 27000
- Mostaganem Bordji : 27001
- Mostefa ben Brahim : 22220
- Mouadjebar : 17435
- Mouih ben Ali : 30402
- Mouilah : 17301
- Moulay Abdelkader : 44301
- Moulay Larbi : 20110
- Moulay Slissen : 22475
- Mourghane : 18101
- Mouzaia : 09210
- M'Rara : 39250
- M'Sara : 40250
- M'sila : 28000
- M'Tarfa : 28180
- M'Toussa : 40120
- M'zair : 28121
- M'zila Mahieddine : 27302
- M'Ziraa : 07240

### N
- Naâma : 45000
- Naciria : 35250
- Nador : 42240
- Nador : 24221
- Nador Menaouar : 14201
- Naib : 31171
- Naima : 14240
- Nakhla : 39180
- Nara : 05723
- N'cira : 39200
- Nechmaya : 24270
- Nedroma : 13600
- Negrine : 12240
- Nekmaria : 27380
- Nesmoth : 29255
- N'gaous : 05600
- N'Goussa : 30110
- Nouader : 05710
- Nouadria : 24281
- Noumerat : 47007
- Noureddine : 29141
- N'thila : 17442

### O
- Oggaz : 29350
- Oglat Amiche : 39171
- Oran ben Abderrezak : 31001
- Oran Bougueri : 31002
- Oran Collis Postaux : 31003
- Oran Dar Beida : 31035
- Oran D'haia : 31004
- Oran el Feth : 31005
- Oran el Hamri : 31006
- Oran el Makkari : 31007
- Oran el Marsa : 31008
- Oran el M'naouer : 31000
- Oran el Moudjahed : 31009
- Oran Emir Khaled : 31010
- Oran es Sijane : 31011
- Oran es Soukhour : 31012
- Oran Fellaoussene : 31032
- Oran H.L.M. Seddikia : 31014
- Oran Hai Badr : 31013
- Oran Houha Mohamed : 31015
- Oran Ibn Roch : 31037
- Oran Ibn Sinna : 31016
- Oran Imam el Houari : 31017
- Oran Izidi Mohamed : 31034
- Oran la Fontaine : 31018
- Oran Mekki Khelifa : 31019
- Oran Mouloud Ferauoun : 31020
- Oran Othmania : 31021
- Oran Oussama : 31022
- Oran RP : 31024
- Oran RP Terre 2 : 31033
- Oran Seddikia : 31025
- Oran Si Salah : 31028
- Oran Sidi el Bachir : 31026
- Oran Sidi Okba : 31027
- Oran Tafna : 31029
- Oran U.S.T.O. : 31036
- Oran Wilaya : 31030
- Oran Yaghmorassen : 31031
- Ouacif : 15285
- Ouadhia : 15450
- Ouakda : 08001
- Ouamri : 26150
- Ouargla : 30000
- Ouargla 1er mai : 30015
- Ouarizane : 48335
- Ouarka : 05724
- Ouarsenis el Beida : 14191
- Oudgha : 01102
- Oued Athmenia : 43240
- Oued Berbour : 20102
- Oued Berkeche : 46240
- Oued Chaaba : 05120
- Oued Cheham : 24250
- Oued Chorfa : 44285
- Oued Djebel : 21238
- Oued Djemaa : 44180
- Oued Djer : 09260
- Oued El Abtal : 29240
- Ouled El Alenda : 39420
- Ouled El Alleug : 09230
- Oued El Berd : 19495
- Oued el Berdi : 10490
- Oued El Djemaa : 48170
- Oued El Ghergua : 38220
- Oued El Hout : 36112
- Oued El Hout : 23251
- Oued-el-Kebir : 21352
- Oued El Kheir : 27220
- Oued El Khemis : 10182
- Oued El Ma : 05340
- Oued es Salem : 48175
- Oued Fodda : 02100
- Oued Fragha : 24290
- Oued Ghir : 06120
- Oued Harbil : 26130
- Oued Keberit : 41230
- Oued Ksari : 15490
- Oued Ksob : 21004
- Oued Lili : 14150
- Oued Morra : 03420
- Oued M'zi : 03430
- Oued Rhiou : 48300
- Oued Sebaa : 22445
- Oued Sebbah : 46250
- Oued Sebt : 19542
- Oued Seddeur : 17443
- Oued Sefioun : 22250
- Oued Seguen : 43260
- Oued Selsela : 21141
- Oued Sidi Lekhal : 42302
- Oued Sly : 02310
- Oued Smar : 16270
- Oued Taga : 05760
- Oued Taourira : 22415
- Oued Taria : 29515
- Oued Tlelat : 31140
- Oued Touil : 03452
- Oued Zeboudj : 44246
- Oued Zenati : 24300
- Oued Zied : 23103
- Oued Zitoun : 36310
- Ouenza : 12350
- Ougarta : 08301
- Ouichaoua : 23101
- Ouled Abbes : 02120
- Ouled Abbou : 01444
- Ouled Addi Guebala : 28120
- Ouled Ahmed : 01161
- Ouled Aiche : 05441
- Ouled Aissa : 01410
- Ouled Ali ben Athmane : 19361
- Ouled Ammar : 05410
- Ouled Aouat : 18312
- Ouled Aouf : 05510
- Ouled Askeur : 18240
- Ouled Azza : 44302
- Ouled Azzedine : 40352
- Ouled Azzouz : 05704
- Ouled Belgacem : 44226
- Ouled Ben Abdelkader : 02370
- Ouled Berradjah : 02333
- Ouled Bessem : 38130
- Ouled Bouachra : 26170
- Ouled Boudjemaa : 46130
- Ouled Boufaha : 18364
- Ouled Boughalem : 27340
- Ouled Brahim (Médéa) : 26230
- Ouled Brahim (Bordj Bou Arreridj) : 34210
- Ouled Chafaa : 27246
- Ouled Chebana : 18365
- Ouled Chebel : 09440
- Ouled Dahmane : 34160
- Ouled Derradj : 28100
- Ouled Derradji : 05401
- Ouled Djellal : 07400
- Ouled Djerad : 14460
- Ouled Driss : 41165
- Ouled Fares : 02180
- Ouled Fayet : 16094
- Ouled Fetti : 02321
- Ouled Gacem : 10242
- Ouled Guerma : 10491
- Ouled Hamida : 35131
- Ouled Hamla : 04310
- Ouled Hamou : 27236
- Ouled Hebaba : 21455
- Ouled Hellal : 26380
- Ouled Itchir : 15483
- Ouled Kadda : 13551
- Ouled Khalouf : 43270
- Ouled Khoudir : 08360
- Ouled Lalem : 10261
- Ouled Larbi : 26451
- Ouled Maiza : 19421
- Ouled Malah : 27390
- Ouled Mansour : 28530
- Ouled Mehalla : 19221
- Ouled Meriem : 15484
- Ouled Meziane : 48201
- Ouled Mimoun : 13140
- Ouled Moudjeur : 48321
- Ouled Moussa : 35440
- Ouled Moussa Terchi : 44305
- Ouled Naceur : 04336
- Ouled Rached : 34167
- Ouled Rached : 10185
- Ouled Rahmoune : 25120
- Ouled Riah : 13560
- Ouled Said : 01415
- Ouled Selama : 09370
- Ouled Si Ahmed : 19225
- Ouled Sidi Brahim : 34130
- Ouled Sidi Mihoub : 48345
- Ouled Si Slimane : 05066
- Ouled Taffer : 18003
- Ouled Tchalabi : 10211
- Ouled Tebben : 19285
- Ouled Yahia Khadrouche : 18311
- Ouled Yaich : 48350
- Ouled Yaich : 09100
- Ouled Yaich Université : 09101
- Ouled Ziad : 02302
- Ouled Zouaï : 04330
- Oultem : 28225
- Oum Ali : 12220
- Oum Cheggag : 17101
- Oum Djerane : 20201
- Oum Drou : 02160
- Oum El Adhaim : 41290
- Oum el Adham : 26591
- Oum el Assel : 37010
- Oum el Bouaghi : 04000
- Oum el Djallil : 26340
- Oum Laadham : 17430
- Oum Ladjoul : 19625
- Oum Teboul : 36111
- Oum Thiour : 39220
- Oum Toub : 21450
- Oumache : 07315
- Oureah : 27121
- Ourlal : 07325
- Ourmas : 39460
- Ouyoun El Assafir : 05140
- Ouzera : 26100

### P
- Port Khemisti : 42420

### R
- Rabah : 31181
- Rabta : 34245
- Rachedi : 30303
- Raghouche : 36211
- Ragouba : 41240
- Rahbat : 05640
- Rahouia : 14005
- Rais Hamidou : 16080
- Ramdane Djamel : 21004
- Ramel Souk : 36130
- Ramka : 48370
- Ramoul : 21204
- Raouraoua : 10460
- Ras Ain Amirouche : 29320
- Ras el Agba : 24310
- Ras el Aioun : 05630
- Ras el Ma : 22465
- Ras el Ma : 05501
- Ras el Ma : 21312
- Ras El Miaad : 07451
- Ras el Oued : 34200
- Ras Isly : 19281
- Razim Maamar : 02181
- Rebahia : 20132
- Rebaia : 26270
- Rechaïga : 14310
- Redjaouna : 15006
- Redjas : 43346
- Redjem Demouche : 22470
- Reg Taounza : 03121
- Reggane : 01200
- Reggoun : 02202
- Reghaia : 16112
- Reguaieg : 28331
- Reguiba : 39430
- Relizane : 48000
- Remchi : 13500
- Rezarza : 26002
- R'hawat : 05396
- Rhoufi : 05255
- Righia : 36142
- Rivaille : 42101
- Rmail : 34202
- Robbah : 39170
- Rogassa : 32240
- Roknia : 24350
- Rosf Taiba : 08101
- Rouached : 43370
- Rouafa : 35201
- Rouiba : 16012
- Rouina : 44370
- Rouissat : 30130
- Roum el Souk : 36130

### S
- Sabra : 13310
- Safsaf : 27230
- Sahaouria : 29402
- Saharidj : 10140
- Sahel : 42231
- Sahla el Fougania : 11203
- Said Abid : 10002
- Said Bousbaa : 21403
- Saida : 20000
- Saida en-Nasr : 20002
- Salah Bey : 19280
- Salah Bouchaour : 21435
- Sellaoua Announa : 24360
- Sali : 01203
- Saneg : 26330
- Saoula : 42395
- Sayada : 27110
- Sbet : 18252
- Sebseb : 47230
- Sebaa : 01141
- Sebaa Chioukh : 13530
- Sebdou : 13200
- Sebgag : 03530
- Sebt : 10212
- Sed Rahal : 17420
- Seddouk : 06511
- Sedjerara : 29440
- Sedraia : 26660
- Sedrata : 41200
- Sefiane : 05610
- Seggana : 05540
- Seghouane : 26580
- Seiar : 40302
- Sekaka : 38241
- Selma : 18140
- Selmana : 17425
- Semaoun : 06350
- Semaoun (Chemini) : 06354
- Semmar : 48116
- Sendjas : 02380
- Seraudu : 23140
- Serghine : 14320
- Seriana : 07201
- Seriana : 05360
- Seriat : 26621
- Setif : 19000
- Settara : 18340
- Sfid : 20242
- Sfisef : 22200
- Sfissifa : 45220
- Shal Thaoura : 22180
- Si Abdelghani : 14360
- Si Haoues : 14176
- Si Mahdjoub : 26160
- Si Mustapha : 35270
- Sidi Abbaz 20 aout 1955 : 47132
- Sidi Abdelaziz : 18270
- Sidi Abdelli : 13190
- Sidi Abdelmoumene : 29420
- Sidi Abed : 38140
- Sidi Aich : 06700
- Sidi Aid : 09402
- Sidi Aïssa : 28300
- Sidi Akkacha : 02009
- Sidi Ali : 05254
- Sidi Ali : 06322
- Sidi Ali : 27300
- Sidi Ali Benyoub : 22310
- Sidi Ali Bounab : 15141
- Sidi Ali Boussidi : 22350
- Sidi Ali Mellal : 14140
- Sidi Ameur : 32110
- Sidi Amar : 20180
- Sidi Amar : 23220
- Sidi Amar : 42130
- Sidi Ameur : 28220
- Sidi Amrane : 30006
- Sidi Amrane : 39260
- Sidi Aoun : 39130
- Sidi Ayad : 06740
- Sidi Baizid : 17360
- Sidi Bakhti : 31342
- Sidi-Bel-Abbès 1er novembre : 22005
- Sidi bel Abbes Adim Fatiha : 22001
- Sidi bel Abbes Chouhada : 22002
- Sidi bel Abbes Khelladi : 22003
- Sidi bel Abbes Larbi ben M'hidi : 22004
- Sidi bel Abbes RP : 22000
- Sidi bel Abbes Sakia el Hamra : 22006
- Sidi bel Abbes Sidi Yacine : 22008
- Sidi bel Abbes Terre : 22007
- Sidi Bellater : 27215
- Sidi Ben Adda : 46140
- Sidi ben Yabka : 31280
- Sidi Bendiaf : 13541
- Sidi Benzerga : 29421
- Sidi Bouabida : 44304
- Sidi Boubekeur : 20170
- Sidi Boukhris : 42391
- Sidi Boutouchent : 38210
- Sidi Bouzid : 03410
- Sidi Brahim : 22190
- Sidi Chaib : 22455
- Sidi Chami : 31210
- Sidi Dahou de Zairs : 22370
- Sidi Damed : 26510
- Sidi Daoud : 35150
- Sidi Djillali : 13260
- Sidi Driss : 13591
- Sidi Embarek : 34260
- Sidi Embarek Bounamoussa : 36223
- Sidi Errabia : 26410
- Sidi-Fredj : 42321
- Sidi Ghalem : 31143
- Sidi Ghiles : 42115
- Sidi Hadjeres : 28320
- Sidi Hamadouche : 22230
- Sidi Hamza : 03501
- Sidi Hosni : 14160
- Sidi Kacem Boughermaa : 36222
- Sidi Kada : 29250
- Sidi Kamber : 21451
- Sidi Kebir : 09002
- Sidi Khaled : 07430
- Sidi Khaled Drissi Med : 07432
- Sidi Khales : 22130
- Sidi Khelil : 39230
- Sidi Khettab : 48145
- Sidi Khiar : 05821
- Sidi Khouiled : 30100
- Sidi Ladjel : 17215
- Sidi Lahcene : 22100
- Sidi Lakhdar : 44230
- Sidi Lakhdar : 27350
- Sidi Lantri : 38395
- Sidi Larbi : 25201
- Sidi Maarouf : 31121
- Sidi Maarouf : 18320
- Sidi Madani : 09253
- Sidi Mahdi : 30206
- Sidi Makhlouf : 03110
- Sidi Mançar : 05131
- Sidi M'barek : 20103
- Sidi Mechhour : 13322
- Sidi Medjahed : 13330
- Sidi Megrani : 38203
- Sidi Merouane : 43150
- Sidi Mesmoudi : 07242
- Sidi Mezghiche : 21440
- Sidi M'hamed Ben Ali : 48210
- Sidi M'Hamed Benaouda : 48180
- Sidi M'hamed Moussa : 07211
- Sidi Mosbah : 38204
- Sidi Moussa : 16061
- Sidi Moussa Chlef : 02032
- Sidi Naamane : 15120
- Sidi Naamane : 26250
- Sidi Nadji : 26211
- Sidi Okba : 07200
- Sidi Ouriache : 46341
- Sidi Rached : 42250
- Sidi R'ghiss M'zi : 04001
- Sidi Safi : 46310
- Sidi-Saïd : 06540
- Sidi Salem : 26221
- Sidi Semiane : 42110
- Sidi Senoussi : 13182
- Sidi Slimane : 32130
- Sidi Slimane : 30270
- Sidi Slimane : 29101
- Sidi Slimane : 38340
- Sidi Tifour : 32120
- Sidi Yacoub Bentemine : 22120
- Sidi Yahia : 10401
- Sidi Zahar : 26470
- Sidi Zerrouk : 43371
- Sidi Ziane : 26460
- Sig : 29300
- Sigus : 04335
- Silet : 11121
- Sillal : 06412
- Siouane : 21239 :
- Sirat : 27250
- Skikda : 21000
- Slim : 28470
- Smala Sidi Mahieddine : 29251
- Sobha : 02320
- Souahlia : 13420
- Souakria : 09261
- Souamaa : 28190
- Souamaa : 15355
- Souani : 13470
- Souareg : 47201
- Sougueur : 14200
- Souhane : 09310
- Souidania : 16097
- Souk Ahras : 41000
- Souk el Arba : 02353
- Souk el Bagar : 02225
- Souk el Djemaa : 19461
- Souk el Djemaa : 44151
- Souk El Had : 02132
- Souk El Had : 15261
- Souk El Had (Boumerdès) : 35480
- Souk El Had (Relizane) : 48316
- Souk el Khemis : 15151
- Souk el Khemis : 13590
- Souk el Khemis : 10420
- Souk el Khmeis : 19401
- Souk el Tenine : 46331
- Souk El Ténine : 06660
- Souk El Thenine : 15160
- Souk el Tleta : 02332
- Souk el Tleta : 21441
- Souk Sebt : 38331
- Souk Thleta : 13480
- Soumaa : 09470
- Sour : 27210
- Sour El-Ghozlane : 10300
- Staoueli : 16062
- Stidia : 27150
- Still : 39210
- Stita : 15664
- Stitten : 32140
- Stora : 21001

### T
- Tabalout : 21222
- Tabelbala : 08029Texte en gras
- Taberdga : 40301
- Tabia : 22390
- Tabirt : 18114
- Tablat : 26004
- Tacha : 23102
- Tacheta Zougara : 44350
- Taddert Tamokrant : 06301
- Tadhena : 02235
- Tadjemout : 07241
- Tadjemout : 03210
- Tadjenanet : 43220
- Tadjrouna : 03240
- Tadmait : 15018
- Tadmit : 17460
- Tafassour : 40304
- Tafessour : 22420
- Tafoughalt : 15402
- Tafraoui : 31160
- Tafraout : 26550
- Taga : 05362
- Tagdempt : 14120
- Taggoust el Hamra : 05742
- Taghit : 08230
- Taghzout : 10170
- Taghzout : 39470
- Taguedit : 10350
- Taguemont : 06101
- Taguemount Azouz : 15193
- Taguemount Oukerrouche : 15194
- Tahamachet : 43202
- Tahanouts : 15624
- Taher : 18200
- Tahouna : 21254
- Tahouna Tkdimt : 15329
- Taibet : 30400
- Taka : 15487
- Takdempt : 35101
- Takerboust : 10192
- Takhemaret : 14480
- Takourt Tazgait : 27351
- Takrietz : 06771
- Taksebt : 15651
- Tala Amara : 15551
- Tala Athmane : 15007
- Tala Bouzrou : 15662
- Tala Ifacene : 19540
- Tala Tazert : 06761
- Tala Tegana : 15342
- Tala Toghrast : 15604
- Talassa : 02220
- Taleb Larbi : 39300
- Talkhempt : 05330
- Tamalaht : 38310
- Tamalous : 21265
- Tamanart : 21226
- Tamanghasset : 11000
- Tamayourt : 40001
- Tamda : 15341
- Tamda : 26442
- Tamentit : 01120
- Tamerna : 39243
- Tamesguida : 26125
- Tamesna : 20203
- Tamlouka : 24380
- Tamokra : 06520
- Tamridjet : 06650
- Tamsa : 28265
- Tamzlait : 38362
- Tamzoura : 46240
- Taougrite : 02350
- Taouiala : 03540
- Taoura : 41100
- Taouzient : 40220
- Taourga : 35140
- Ath Mansour : 10125
- Taourirt Amokrane : 15504
- Tarf : 05682
- Tarfet : 19711
- Tarik Ibn Ziad : 44110
- Tarmount : 28520
- Taskriout : 06622
- Tassadane : 43325
- Tassaft : 15251
- Tassala : 43380
- Tassala el Merdja : 09410
- Taxas : 04337
- Taxlent : 05660
- Taya : 19630
- Taya : 24331
- Tazaghet : 05541
- Tazbent : 12421
- Tazerout : 15406
- Tazmalt : 06270
- Tazougart : 40351
- Tazoult : 05100
- Tazrart : 15663
- Tazrouk : 11140
- Tchouchfi Bouberak : 35151
- Tebesbest : 30260
- Tebessa : 12000
- Tefreg : 34170
- Teghalimet : 22430
- Telagh : 22400
- Telata : 34276
- Teleghma : 43250
- Temacine : 30230
- Temda : 14116
- Temloul : 42126
- Tendla el Berd : 39271
- Tenes : 02200
- Tenezara : 22241
- Teniet El Abed : 05700
- Teniet En Nasr : 34180
- Tenira : 22240
- Terga : 46145
- Tergregt : 06631
- Terni : 13125
- Tessala : 22140
- Texenna : 18100
- Thameur Sidi M'hamed : 28401
- Thenia : 35470
- Theniet El Had : 38200
- Theniet Sedra : 05382
- Thelidjene : 12410
- Tianet : 13430
- Tiaret : 14000
- Tibane : 06730
- Tiberghamine : 01440
- Tiberguent : 43320
- Tibikaouine : 05281
- Tichi : 06100
- Tidda : 14155
- Tidjelabine : 35490
- Tifelfel : 05256
- Tiffech : 41150
- Tifra : 06089
- Tifrene : 05602
- Tifrit Nait el Hadj : 15366
- Tigherghar : 05750
- Tighenif : 29200
- Tighilt Bougheni : 15482
- Tigidine : 39244
- Tigounatine : 15368
- Tigzirt : 15600
- Tikobain : 15621
- Tiliouakadi : 06781
- Timezrit il Matten : 06762
- Timgad : 05130
- Timiaouine : 01230
- Timimoun : 01400
- Timizart : 15375
- Timizar Loghbar : 15009
- Timoudi : 08370
- Tin Zaouatine : 11150
- Tinabdher : 06720
- Tindouf : 37000
- Tindouf Mouggar : 37001
- Tinibaouine : 05661
- Tiouririne : 01243
- Tiout : 45210
- Tipaza : 42000
- Tircine : 20230
- Tirmitine : 15110
- Tissemsilt : 38000
- Tisbilaine : 18272
- Tit : 01320
- Tittaouine Lakhras : 01242
- Tittest : 19351
- Tixter : 34225
- Tizamourine : 06411
- Tizi : 29130
- Tizi : 07141
- Tizi Alouane : 06241
- Tizi el Korn : 06432
- Tizi Ghenif : 15480
- Tizi Kachouchene : 34131
- Tizi Larbaa : 10272
- Tizi Lilane : 15153
- Tizi Mahdi : 26111
- Tizi Nali Slimane : 35202
- Tizi N'Bechar : 19490
- Tizi N'Berber : 06140
- Tizi N'Terga : 15352
- Tizi N'Thalta : 15470
- Tizi N'Tindjit : 06371
- Tizi Ougueni : 06403
- Tizi Rached : 15407
- Tizi T'zougart : 15407
- Tizint : 40321
- Tizi Ouzou : 15407
- Tizi-Ouzou Anane Rabah : 15407
- Tizi-Ouzou Chikhi : 15407
- T'kout : 05250
- Tlatet Eddouar : 26570
- Tlemcen : 13000
- Tleta : 13241
- T'letz : 05702
- Tobeiga : 21332
- Tolga : 07300
- Toricha : 12341
- Touadjeur : 45001
- Touahria : 27270
- Toualbia : 12103
- Touazi : 17122
- Toudja : 06340
- Touffana : 05851
- Touggourt : 30200
- Touggourt Emir A.E.K. : 30207
- Touggourt Nezla : 30240
- Toumiettes : 21401
- Tousmouline : 32220
- Tousnina : 14210
- Touta : 20223
- Treat : 23120
- Trifaoui : 39160
- Tsabit : 01130
- T'zouket : 05202

### Y
- Yabous : 40230
- Yakouren : 15365
- Yallou : 29452
- Yatafen : 15240
- Yellel : 48125
- Youb : 20150

### Z
- Zaafrane : 17310
- Zaarouria : 41155
- Zaatacha Ben Boulaid : 07316
- Zaatria : 42451
- Zaccar : 17445
- Zahana : 29330
- Zana : 05383
- Zaoualia : 39245
- Zaouia el Abidia : 30250
- Zaouiedt Debbagh : 01430
- Zaouiet Kounta : 01240
- Zaouiet Sidi Abdelkader : 01100
- Zarza : 43376
- Zarzour : 28240
- Zebara : 10351
- Zeboudj Kara : 15102
- Zeboudja : 02265
- Zeboudja : 10121
- Zeddine : 44380
- Zeghaia : 43360
- Zeghamra : 08302
- Zehana : 25132
- Zekri : 15380
- Zekri Moussa Adjaidja : 13641
- Zelboun : 13121
- Zelfana : 47230
- Zellaga : 29541
- Zemmora : 48155
- Zemmouri : 35260
- Zemoura : 02371
- Zenina : 35428
- Zeralda : 42320
- Zeralda B Souidana : 42323
- Zerarka : 28330
- Zerdezas : 21410
- Zeriba : 10181
- Zeribet El Oued : 07250
- Zeribet Hamed : 07252
- Zerizer : 36230
- Zerouala : 22235
- Ziama Mansouriah : 18110
- Zighoud Youcef : 25200
- Zitoun : 28112
- Zitouna : 36190
- Zitouna : 21220
- Z'Malet Emi Abdelkader : 14330
- Zouabria : 10241
- Zoubiria : 26260
- Zouggala : 44201
- Zoui : 40332

## Classement par wilaya

### Adrar
- 01000 Adrar
- 01001 Adgha
- 01100 Zaouiet Sidi Abdelkader
- 01102 Oudgha
- 01103 Lahmeur
- 01120 Tamentit
- 01130 Tsabit
- 01141 Sebaa
- 01150 Bouda Bendraou
- 01161 Ouled Ahmed
- 01162 Melouka
- 01200 Reggane
- 01201 Bahou
- 01203 Sali
- 01220 Bordj-Badji-Mokhtar
- 01230 Timiaouine
- 01240 Zaouiet Kounta
- 01241 Bouali
- 01242 Tittaouine Lakhras
- 01243 Tiouririne
- 01300 Aoulef
- 01301 Aoulef Cheurfa
- 01302 Akabli
- 01320 Tit
- 01400 Timimoun
- 01410 Ouled Aissa
- 01415 Ouled Said
- 01420 Charouine
- 01430 Zaouiedt Debbagh
- 01440 Tiberghamine
- 01441 Badriane
- 01442 M'ghiden
- 01443 Metarfa
- 01444 Ouled Abbou

### Chlef
- 02000 Chlef
- 02100 Oued Fodda
- 02101 Bir Saf Saf
- 02110 Beni Rached
- 02120 Ouled Abbes
- 02130 El Karimia
- 02131 Chouchaoua
- 02132 Souk El Had
- 02140 Harchoun
- 02160 Oum Drou
- 02170 Chettia
- 02180 Ouled Fares
- 02181 Razim Maamar
- 02182 Kherrara
- 02183 Meddina
- 02184 Haouch el Ghaba
- 02200 Tenes
- 02012 Taougrite
- 02201 El Kalaa Bou Hallou
- 02202 Reggoun
- 02210 Sidi Akkacha
- 02215 Abou el Hassan
- 02220 Talassa
- 02225 Souk el Bagar
- 02230 Bouzeghaia
- 02231 Heumis Ain Beida
- 02235 Tadhena
- 02240 Beni Haoua
- 02241 Bissa
- 02245 Breira
- 02255 El Marsa
- 02256 Guelta
- 02257 Baach
- 02265 Zeboudja
- 02266 Main Sinfita
- 02270 Benaira
- 02300 Boukadir
- 02301 El Athmania
- 02302 Ouled Ziad
- 02011 Oued Sly
- 02320 Sobha
- 02321 Ouled Fetti
- 02330 Aïn Merane
- 02331 Ain Serdoune
- 02332 Souk el Tleta
- 02333 Ouled Berradjah
- 02350 Taougrite
- 02351 Bordj Baal
- 02353 Souk el Arba
- 02354 Chaabnia
- 02370 Ouled Ben Abdelkader
- 02371 Zemoura
- 02372 Beni Ouazane
- 02380 Sendjas
- 02390 El Hadjadj

### Laghouat
- 03000 Laghouat
- 03001 Laghouat 1er novembre
- 03100 Ksar el Hirane
- 03110 Sidi Makhlouf
- 03111 Bennana
- 03120 Mekhareg
- 03121 Reg Taounza
- 03130 El Assafia
- 03200 Ain Madhi
- 03200 M'hat Essoultane
- 03210 Tadjemout
- 03220 El Houaita
- 03230 Kheneg
- 03240 Tadjrouna
- 03300 Hassi R'Mel
- 03310 Hassi Delaa
- 03400 Aflou
- 03410 Sidi Bouzid
- 03420 Oued Morra
- 03430 Oued M'zi
- 03450 Beidha
- 03450 Gueltat Sidi Saad
- 03451 Hassian Dhib
- 03452 Oued Touil
- 03500 Brida
- 03501 Sidi Hamza
- 03510 El Ghicha
- 03520 Hadj Mechri
- 03521 Ain Bekai
- 03530 Sebgag
- 03540 Taouiala
- 03550 Ain Sidi Ali

### Oum el Bouaghi
- 04000 Oum el Bouaghi
- 04001 Sidi R'ghiss M'zi
- 04100 Aïn Babouche
- 04101 Bir Amar
- 04120 Ksar Sbahi
- 04200 Aïn Beïda
- 04210 Berriche
- 04212 Ain Ferhat
- 04230 Fkirina
- 04241 Hanchir Douames
- 04250 Meskiana
- 04251 Ain Sedjra
- 04252 Meliana
- 04253 Guern Ahmar
- 04260 Behir Chergui
- 04270 El Djazia
- 04295 Dhala
- 04300 Aïn M'lila
- 04301 Bir Ogla
- 04302 El Djahli
- 04310 Ouled Hamla
- 04320 Bir Chouhada
- 04326 Hanchir Laatache
- 04330 Ouled Zouaï
- 04335 Sigus
- 04336 Ouled Naceur
- 04337 Taxas
- 04345 Ain Fakroun
- 04347 Ain el Bordj
- 04350 Bougherara el Fedjoudj
- 04350 El Fedjoudj
- 04355 Aïn Kercha
- 04360 El Harmilia
- 04365 Hanchir Toumghani

### Batna
- 05000 Batna
- 05100 Tazoult
- 05110 Fesdis
- 05111 Bouilef Fesdis
- 05112 Cite des Freres Benchadi
- 05120 Oued Chaaba
- 05121 Hamla
- 05130 Timgad
- 05131 Sidi Mançar
- 05140 Ouyoun El Assafir
- 05200 Arris
- 05201 Bellihoud
- 05202 T'zouket
- 05221 El Hadjadj
- 05222 Medina
- 05230 Foum Toub
- 05240 Inoughissen
- 05250 T'kout
- 05252 Kef Laarous
- 05253 Chennaoura
- 05254 Sidi Ali
- 05255 Rhoufi
- 05256 Tifelfel
- 05270 Ghassira
- 05281 Tibikaouine
- 05300 Merouana
- 05301 El Ksar
- 05321 M'cil
- 05330 Talkhempt
- 05340 Oued el Maa
- 05360 Seriana
- 05361 Draa el Gbor
- 05362 Taga
- 05380 Ain Djasser
- 05381 Ain el Beida
- 05382 Theniet Sedra
- 05383 Zana
- 05395 Hidoussa
- 05396 R'hawat
- 05400 Barika
- 05401 Ouled Derradji
- 05410 Ouled Ammar
- 05421 Metkaouak
- 05430 M'doukel
- 05440 Bitam
- 05441 Ouled Aiche
- 05450 Djezzar
- 05002 Aïn Touta
- 05501 Beni Makhlouf
- 05501 Ras el Ma
- 05502 Laadjalat
- 05510 Ouled Aouf
- 05520 Maafa
- 05530 Beni Foudala
- 05540 Seggana
- 05541 Tazaghet
- 05600 N'gaous
- 05601 Fenarou
- 05602 Tifrene
- 05610 Sefiane
- 05620 Boummaguer
- 05630 Ras el Aioun
- 05640 Rahbat
- 05650 Guigba
- 05660 Taxlent
- 05661 Tinibaouine
- 05670 Lemcen
- 05680 Ouled Slimane
- 05681 Djeriat
- 05682 Tarf
- 05690 Gosbat
- 05700 Teniet El Abed
- 05701 Baali
- 05702 T'letz
- 05703 Chir
- 05704 Ouled Azzouz
- 05710 Nouader
- 05720 Menaa
- 05721 Amentane
- 05722 Aoughanime
- 05723 Nara
- 05724 Ouarka
- 05740 Bouzina
- 05741 Mezeline
- 05742 Taggoust el Hamra
- 05750 Tigharghar
- 05760 Oued Taga
- 05761 Ali Gader
- 05762 Baiou
- 05800 El Madher
- 05810 Boumia
- 05811 Ain Romane
- 05820 Djerma
- 05821 Sidi Khiar
- 05830 Chemmora
- 05831 El Kouachia
- 05840 Boulhilat
- 05851 Touffana
- 05852 Legrine
- 05853 Bou el Freis
- 05860 Ain Yagout
- 05861 Draa Boultif

### Béjaïa
- 06000 Béjaïa
- 06047 Amtik N'tafat
- 06023 Tichy
- 06059 Taguemont
- 06017 Oued Ghir
- 06062 Mellala
- 06007 Aokas
- 06136 Aokas 20 août 1956
- 06058 Ifalene
- 06061 Akkar
- 06060 Tizi N'berber
- 06057 Ighram
- 06010 Ighzer Amokrane
- 06014 Ighil Ali
- 06055 Tizi Alouane
- 06013 Guendouze
- 06018 Boudjellil
- 06026 Beni Mansour
- 06006 Tazmalt
- 06056 Beni Ouamar
- 06039 Beni Mellikeche
- 06031 Bouhamza
- 06008 Amizour
- 06096 Taddert Tamokrant
- 06003 El Kseur
- 06094 Garet
- 06320 Barbacha
- 06321 Khellil
- 06322 Sidi Ali
- 06330 Ferraoun
- 06340 Toudja
- 06350 Semaoun
- 06351 Aghbala
- 06352 Aourir Adjissa
- 06353 Ighil N'sebt
- 06084 Semaoune (Chemini)
- 06371 Tizi N'tindjit
- 06401 Adekar Kebouche
- 06402 Kiria
- 06403 Tizi Ougueni
- 06025 Akfadou
- 06411 Tizamourine
- 06412 Sillal
- 06421 Assam
- 06431 Djeblaa
- 06432 Tizi el Korn
- 06011 Seddouk
- 06501 Immoula
- 06034 Akourma
- 06512 Bouhitem
- 06520 Tamokra
- 06530 Beni Maouche
- 06531 Aguemoune Beni Khiar
- 06532 Ait Adjissa
- 06540 Sidi-Saïd
- 06600 Kherrata
- 06601 Adjioun
- 06621 Bordj-Mira
- 06622 Ait Idriss
- 06630 Ait Smail
- 06631 Tergregt
- 06640 Darguina
- 06641 El Alem
- 06650 Tamridjet
- 06660 Souk El Ténine
- 06700 Sidi Aich
- 06710 Leflaye
- 06720 Tinabdher
- 06730 Tibane
- 06740 Sidi Ayad
- 06751 Akabiou
- 06752 Ighil Outouaf
- 06761 Tala Tazert
- 06762 Timezrit il Matten
- 06022 Chemini
- 06036 Takrietz (Souk Oufella)
- 06042 Tiliouacadi (Souk Oufella

### Biskra
- 07000 Biskra
- 07003 Biskra Air
- 07004 Biskra el Alia
- 07005 Biskra Star Melouk
- 07006 Biskra Cite el Amal
- 07100 El Outaya
- 07101 Farfar
- 07110 Djemorah
- 07111 Guedila
- 07120 Branis
- 07130 El Kantara
- 07131 Ain Ghezzal
- 07131 El Kantara les Gorges
- 07140 Ain Zaatout
- 07141 Tizi
- 07200 Sidi Okba
- 07201 Seriana
- 07202 El Horaya
- 07210 El Haouch
- 07211 Sidi M'Hamed Moussa
- 07220 Aïn Naga
- 07230 M'Chouneche
- 07231 Baniane
- 07240 M'Ziraa
- 07241 Tadjemout
- 07242 Sidi Mesmoudi
- 07250 Zeribet El Oued
- 07251 Bades
- 07252 Zeribet Hamed
- 07260 El Feidh
- 07261 El Oualadja
- 07270 Chetma
- 07271 Droh
- 07280 Khangat Sidi Nadji
- 07300 Tolga
- 07310 Lioua
- 07315 Oumache
- 07316 Zaatacha Ben Boulaid
- 07317 Megloub
- 07321 Ain el Kerma
- 07325 Ourlal
- 07330 M'Lili
- 07335 Mekhadma
- 07340 Foughala
- 07345 Bordj Ben Azzouz
- 07350 El Ghrous
- 07351 Mobar Mohamed
- 07355 Bouchagroune
- 07360 Lichana
- 07400 Ouled Djellal
- 07401 Ferfad Ali
- 07402 Difel
- 07410 Doucen
- 07421 Besbes
- 07430 Sidi Khaled
- 07431 Arich Hamoula
- 07432 Sidi Khaled Drissi Med
- 07441 Chiaba
- 07451 Ras el Miaad

### Bechar
- 08000 Bechar
- 08001 Ouakda
- 08002 Bechar Djedid
- 08100 Beni Ounif
- 08101 Rosf Taiba
- 08110 Lahmar
- 08130 Boukais
- 08140 Kenadsa
- 08150 Meridja
- 08200 Abadla
- 08201 Djorf el Barda
- 08202 Hassi Menounat
- 08203 Guir Lotfi
- 08210 Mechraa Houari Boumedienne
- 08220 Erg Ferradj
- 08230 Taghit
- 08240 Tabelbala
- 08300 Beni Abbes
- 08301 Ougarta
- 08302 Zeghamra
- 08320 Igli
- 08321 Mazzer
- 08330 Kerzaz
- 08331 Guerzim
- 08340 Beni Ikhlef
- 08350 El Ouata
- 08360 Ouled Khoudir
- 08370 Timoudi
- 08380 Ksabi

### Blida
- 09000 Blida
- 09002 Sidi Kebir
- 09003 Blida Derbali Ali
- 09100 Ouled Yaich
- 09101 Ouled Yaich Université
- 09110 Chrea
- 09120 Bouarfa
- 09130 Beni Merad
- 09011 El Affroun
- 09201 Beni Mouimene
- 09210 Mouzaia
- 09211 Beni Ghougrane
- 09220 Ain Romana
- 09230 Ouled El Alleug
- 09231 Ben Salah
- 09240 Beni Tamou
- 09250 Chiffa
- 09251 Bordj Emir Abdelkader
- 09252 Ahle el Oued et Henia
- 09253 Sidi Madani
- 09260 Oued Djer
- 09261 Souakria
- 09300 Larbaa
- 09310 Souhane
- 09320 Meftah
- 09330 Djebabra
- 09340 Sidi Moussa
- 09350 Bougara
- 09351 Beni Missera
- 09360 Hammam Melouane
- 09370 Ouled Selama
- 09400 Boufarik
- 09402 Sidi Aid
- 09403 Ben Hamdani
- 09410 Tassala el Merdja
- 09420 Beni Khellil
- 09430 Birtouta
- 09440 Ouled Chebel
- 09450 Bouinan
- 09451 Amroussa
- 09452 Mellaha
- 09460 Chebli
- 09470 Soumaa
- 09471 Hallouya
- 09480 Guerrouaou

### Bouira
- 100099 Bouira
- 10002 Said Abid
- 10100 M'chedallah
- 10110 Bezite
- 10120 Ain Turk
- 10121 Zeboudja
- 10125 Ath Mansour
- 10130 Hanif
- 10131 Ighil Nait Ameur
- 10140 Saharidj
- 10145 Bechloul
- 10150 El Asnam
- 10160 El Adjiba
- 10167 Guentour
- 10167 Haizer
- 10168 Merkala
- 10170 Taghzout
- 10181 Zeriba
- 10182 Oued el Khemis
- 10185 Ouled Rached
- 10190 Chorfa
- 10191 Bahalil
- 10192 Takerboust
- 10196 Beni Hamdoune
- 10200 Lakhdaria
- 10201 M'cid Zbarbora
- 10210 Bouderbala
- 10211 Ouled Tchalabi
- 10212 Sebt
- 10230 Guerrouma
- 10231 Aïn Beïda
- 10240 Maala
- 10241 Zouabria
- 10242 Ouled Gacem
- 10260 Kadiria
- 10261 Ouled Lalem
- 10262 Beggas
- 10270 Aomar
- 10271 Krarib
- 10272 Tizi Larbaa
- 10280 Djebahia
- 10281 Lahguia
- 10300 Sour El-Ghozlane
- 10301 Guelt Zerga
- 10310 Dechmia
- 10340 Bordj Okhriss
- 10341 Mezdour
- 10342 Ain Terzine
- 10350 Taguedit
- 10351 Zebara
- 10370 Dirah
- 10380 Hadjera Zerga
- 10390 Maamora
- 10400 Ain Bessem
- 10401 Sidi Yahia
- 10410 Ain Laloui
- 10420 Souk el Khemis
- 10430 El Madjene Lotfi
- 10440 Bir Ghbalou
- 10441 El Khabouzia
- 10460 Raouraoua
- 10470 El Hachimia
- 10471 Hammam Ksenna
- 10480 Aïn El Hadjar
- 10490 Oued el Berdi
- 10491 Ouled Guerma

### Tamanghasset
- 11000 Tamanghasset
- 11001 Amsel
- 11100 In Amguel
- 11110 Ideles
- 11120 Abalessa
- 11121 Silet
- 11130 In Guezzam
- 11140 Tazrouk
- 11150 Tin Zaouatine
- 11200 In Salah
- 11201 Hassi Lahdjar
- 11202 Igostene
- 11203 Sahla el Fougania
- 11210 In Ghar
- 11220 Fougaret ez Zouia
- 11221 Fougaret Larab

### Tébessa
- 12000 Tébessa
- 12001 Brahmia Ahcene
- 12002 Djebel Annoual
- 12100 El Kouif
- 12101 Kissa
- 12102 Dyr
- 12103 Toualbia
- 12110 Hammamet
- 12112 Halloufa
- 12130 Bekkaria
- 12140 Lahouidjebet
- 12150 Boulhaf
- 12160 El Ma Labiodh
- 12200 Bir el-Ater
- 12201 Aïn Zeguiegue
- 12210 El Ogla el Malha
- 12220 Oum Ali
- 12231 Bir el Ouesra
- 12240 Negrine
- 12250 Ferkane
- 12300 El Aouinet
- 12310 Boukhadra
- 12311 Mesloula
- 12320 Aïn Zerga
- 12330 El Meridj
- 12340 Morsott
- 12341 Toricha
- 12350 Ouenza
- 12351 Ain Sidi Salah
- 12400 Cheria
- 12410 Tlidjene
- 12413 Guentis
- 12415 Aïn Ghrab
- 12420 Bir Mokkadem
- 12421 Tazbent
- 12440 El Ogla
- 12460 Bedjene

### Tlemcen
- 13000 Tlemcen
- 13016 Mansourah (Tlemcen)
- 13111 Ain el Houtz
- 13120 Beni Mester
- 13121 Zelboun
- 13125 Terni
- 13130 Ain Ghoraba
- 13140 Ouled Mimoun
- 13150 Ain Tellout
- 13151 Ain Nekrouf
- 13022 Ain Fezza
- 13180 Bensekrane
- 13181 Djerba Chelaida
- 13182 Sidi Senoussi
- 13185 Amieur
- 13190 Sidi Abdelli
- 13006 Sebdou
- 13210 Aricha
- 13211 El Aouedj
- 13220 El Gor
- 13230 Beni Snous
- 13231 Khemis
- 13241 Tleta
- 13250 Beni Bahdel
- 13260 Sidi Djillali
- 13261 Debbagh Magoura
- 13262 El Abed
- 13300 Maghnia
- 13301 Akid Lofti
- 13302 Ain Zana Chebikla
- 13310 Sabra
- 13320 Hammam Boughrara
- 13321 Maaziz
- 13322 Sidi Mechhour
- 13330 Sidi Medjahed
- 13350 Bouhlou
- 13401 El Bor
- 13402 Djemma Sekhra
- 13410 Dar Yaghmouracene
- 13420 Souahlia
- 13421 Mezaourou Sidi Brahim
- 13430 Tianet
- 13440 Marsa Ben M'Hidi
- 13441 Arbouz
- 13442 Boukanoun
- 13460 Bab el Assa
- 13470 Souani
- 13480 Souk Thleta
- 13500 Remchi
- 13510 Aïn Youcef
- 13520 El Fehoul
- 13530 Sebaa Chioukh
- 13540 Beni Ouarsous
- 13541 Sidi Bendiaf
- 13550 Hennaya
- 13551 Ouled Kadda
- 13560 Ouled Riah
- 13580 Honaine
- 13590 Souk el Khemis
- 13591 Sidi Driss
- 13600 Nedroma
- 13601 Khoriba
- 13610 Ain Kebira
- 13620 Fellaoucene
- 13621 Boutrak
- 13640 Djebala
- 13641 Zekri Moussa Adjaidja

### Tiaret
- 14000 Tiaret
- 14001 Karman
- 14100 Dahmouni
- 14101 Aïn Meriem
- 14006 colonel Boukhari Mustapha
- 14110 Aïn Bouchekif
- 14115 Guertoufa
- 14116 Temda
- 14120 Tagdempt
- 14125 Mellakou
- 14126 Aïn Si Mesbah
- 14130 Rahouia
- 14135 Djillali Ben Amar
- 14140 Sidi Ali Mellal
- 14145 Mechraa Safa
- 14150 Oued Lili
- 14155 Tidda
- 14160 Sidi Hosni
- 14165 Meghila
- 14175 Mahdia
- 14176 Si Haoues
- 14180 Aïn Sebain
- 14185 Hamadia
- 14190 Bougara
- 14191 Ouarsenis el Beida
- 14200 Sougueur
- 14201 Nador Menaouar
- 14210 Tousnina
- 14220 Chehaima
- 14230 Aïn Deheb
- 14240 Naima
- 14250 Medrissa
- 14300 Ksar Chellala
- 14310 Rechaïga
- 14320 Serghine
- 14330 Z'Malet Emi Abdelkader
- 14340 Ain Zarit
- 14341 Dayet Terfes
- 14360 Si Abdelghani
- 14400 Frenda
- 14411 Louhou
- 14430 Aïn Kermes
- 14431 Djebilet Rosfa
- 14460 Ouled Djerad
- 14470 Aïn El Hadid
- 14480 Takhemaret

### Tizi-Ouzou
- 15000 Tizi Ouzou
- 15001 Alma Beni Zmenzer
- 15002 Boukhalfa
- 15003 Kemmouda
- 15004 Ait Hessane
- 15005 Bouhinoun
- 15006 Redjaouna
- 15007 Tala Athmane
- 15008 Tizi-Ouzou Chikhi
- 15009 Timizar Loghbar
- 15010 Tizi-Ouzou Anane Rabah
- 15100 Draâ Ben Khedda
- 15101 Menacera
- 15102 Zeboudj Kara
- 15110 Tirmitine
- 15120 Sidi Naamane
- 15018 Tadmait
- 15141 Sidi Ali Bounab
- 15151 Souk el Khemis
- 15152 Berkouka
- 15153 Tizi Lilane
- 15154 Tizi T'zougart
- 15160 Souk el T'nine
- 15171 Ait Smadh
- 15190 Beni Douala
- 15191 Beni Aïssi
- 15191 Ighil Bouzerou
- 15192 Ait Iddir
- 15193 Taguemount Azouz
- 15194 Taguemount Oukerrouche
- 15200 Ain el Hammam
- 15221 Koukou
- 15230 Akbil
- 15240 Yatafen
- 15241 Ait Saada
- 15242 Ait Mislaine
- 15243 Ait Ouabane
- 15251 Tassaft
- 15260 Iferhounene
- 15261 Souk El Had
- 15262 Agouni Ouadallah
- 15263 Iboudraren
- 15285 Ouacif
- 15300 Azazga
- 15301 Ait Issad
- 15310 Ifigha
- 15311 Moknea
- 15312 Ait Bouada
- 15315 Azzefoun
- 15320 Aït Chafâa
- 15326 Iguer Mahdi
- 15327 Ait Ikhlef
- 15327 Bouzeguène
- 15328 Iguersafène
- 15329 Tahouna Tkdimt
- 15340 Freha
- 15341 Tamda
- 15342 Tala Tegana
- 15345 Aghrib
- 15350 Mekla
- 15351 Agouni Bouafir
- 15352 Djemaa Saharidj
- 15352 Tizi N'terga
- 15355 Souamâa
- 15361 El Klaa
- 15365 Yakouren
- 15366 Tifrit Nait el Hadj
- 15367 Chebel
- 15368 Tigounatine
- 15370 Akerrou
- 15375 Timizart
- 15376 Abizar
- 15377 Azarazene
- 15377 Izarazen
- 15378 Agouni Ouzaraz
- 15380 Zekri
- 15390 Illoula Oumalou
- 15391 Boubhir
- 15400 Draa el Mizan
- 15401 Bou Mahni
- 15402 Tafoughalt
- 15403 Henia
- 15404 Ichoukrene
- 15405 Mezrara
- 15406 Tazerout
- 15410 Frikat
- 15420 Ain Zaouia
- 15425 Boghni
- 15426 Beni Mendes
- 15427 Beni Kouffi
- 15431 Ait Idja
- 15440 Mechtras
- 15445 Bounouh
- 15450 Ouadhia
- 15451 Ait Abdelkrim
- 15452 Ait Abdelmoumene
- 15460 Ait Bouadou
- 15465 Agouni Gueghrane
- 15466 Aït Ergane
- 15470 Tizi N'Tleta
- 15471 Cheurfa n'Bahloul
- 15480 Tizi Ghenif
- 15481 Adila Tamdikht
- 15482 M'Kira
- 15482 Tighilt Bougheni
- 15483 Ouled Itchir
- 15484 Ouled Meriem
- 15486 Bouhadj
- 15487 Taqa
- 15490 Oued Ksari
- 15500 Larbaa Nath Irathen
- 15501 Azouza
- 15502 Ighil Guefri
- 15503 Ait Frah
- 15504 Taourirt Amokrane
- 15505 Aït Oumalou
- 15510 Ait Aggouacha
- 15530 Beni-yenni
- 15540 Irdjen
- 15550 Tizi Rached
- 15551 Tala Amara
- 15600 Tigzirt
- 15601 Ait Said
- 15602 Tifra
- 15603 Azroubar
- 15604 Tala Toghrast
- 15621 Tikobain
- 15622 Agouni Oufekous
- 15622 Akaoudj
- 15623 Djebla
- 15624 Tahanouts
- 15630 Boudjima
- 15640 Djebel Aissa Mimoun
- 15650 Iflissen
- 15651 Taksebt
- 15652 Ait Youcef
- 15660 Makouda
- 15661 Attouche
- 15662 Tala Bouzrou
- 15663 Tazrart
- 15664 Stita

### Alger
- 16000 Alger Gare
- 16081 Baba Hassen
- 16001 Alger Port Said
- 16002 Alger Colis Postaux
- 16002 Cheraga
- 16003 Alger Premier novembre
- 16004 Alger RP
- 16005 Alger Ferhat Boussad
- 16006 Alger Bouzareah
- 16006 Alger Didouche Mourad
- 16007 Alger Ali Basta
- 16008 Alger Ahcene Askri
- 16009 Alger Bab-el-Oued
- 16010 Alger Malika Gaid
- 16011 Alger Rostomia
- 16012 Alger Said Hamdine
- 16012 Rouiba
- 16013 Alger Cheques Postaux
- 16014 Alger Sidi M'hamed
- 16015 Alger el Annassers
- 16016 Alger Premier Mai
- 16017 Alger Haute Casbah
- 16018 Alger Tarik ibn Ziad
- 16019 Alger el Kettani
- 16020 Alger el Marsa
- 16021 Alger Khelifa Boukhalfa
- 16022 Alger Asselah Hocine
- 16023 Alger APN
- 16024 Alger C.H.U. Mustapha
- 16025 Alger et Thaalabi
- 16026 Alger Mohamed V
- 16027 Alger Sept Merveilles
- 16028 Alger Palais du Peuple
- 16035 Hydra
- 16039 Aïn Taya
- 16040 Hussein Dey
- 16041 Hussein Dey Djenki Hacene
- 16049 Douera
- 16050 Kouba
- 16051 Kouba Garidi
- 16052 Kouba el Annasser
- 16058 Mohammadia
- 16060 Bains Romains
- 16061 Cap Caxine
- 16070 El Mouradia
- 16075 El Madania
- 16076 Alger Riad el Feth
- 16077 Alger Diar el Mahcoul
- 16080 Rais Hamidou
- 16030 Bologhine
- 16094 Ouled Fayet
- 16100 Dar El Beïda
- 16101 Alger Aéroport
- 16102 Alger Aéroport EMS
- 16105 Alger Birkhadem
- 16110 Bab Ezzouar
- 16111 El Alia
- 16112 Reghaia
- 16120 Bordj el Kiffan
- 16121 Dergana
- 16122 Bordj el Kiffan Faizi
- 16123 Alger U.S.T.H.B.
- 16131 El Harrach 5 Maisons
- 16132 Alger Palais des Expos
- 16200 El Harrach
- 16206 Beni Messous
- 16210 Baraki
- 16220 Les Eucalyptus
- 16230 Bachedjarah
- 16231 Hussein-Dey-Hai el Badr
- 16260 Djasr Kasentina
- 16261 Kouba Gue de Constantine
- 16270 Oued Smar
- 16300 Bir Mourad Raïs
- 16320 Dely Ibrahim
- 16330 Birkhadem
- 16331 Ain Nadja
- 16340 Bouzareah
- 16341 Bouzareah Ali Remli
- 16341 El Hamadia
- 16342 Bouzareah el Hamadia
- 16403 El Achour
- 16606 El Biar
- 16063 Zeralda
- 16093 Mehelma

### Djelfa
- 17000 Djelfa
- 17100 El Idrissia
- 17101 Oum Cheggag
- 17110 El Guedid
- 17120 Charef
- 17121 El Hammam
- 17122 Touazi
- 17130 Beni Yacoub
- 17200 Ain Oussera
- 17210 Guernini
- 17215 Sidi Ladjel
- 17220 Hassi Fedoul
- 17225 El Khemis
- 17230 Birine
- 17231 Dra Souary
- 17235 Benhar
- 17240 Had-Sahary
- 17245 Bouira Lahdab
- 17250 Ain Fekka
- 17300 Hassi Bahbah
- 17301 Mouilah
- 17302 El Mesrane
- 17304 Hassi el Mora
- 17310 Zaafrane
- 17320 Hassi el Euch
- 17330 Ain Maabed
- 17340 Dar Chioukh
- 17341 Guendouza
- 17342 El Oguila
- 17343 El Merdja
- 17350 M'Liliha
- 17360 Sidi Baizid
- 17400 Messaad
- 17401 Abdelmadjid
- 17402 Haniet Ouled Salem
- 17410 Guettara
- 17415 Deldoul
- 17420 Sed Rahal
- 17425 Selmana
- 17426 El Gahra
- 17430 Oum Laadham
- 17435 Mouadjebar
- 17440 Ain el Ibel
- 17441 Amera
- 17442 N'thila
- 17443 Oued Seddeur
- 17445 Zaccar
- 17450 Douis
- 17455 Ain Chouhada
- 17460 Tadmit
- 17461 El Hiouhi
- 17465 Faidh el Botma
- 17470 Amourah

### Jijel
- 18000 Jijel
- 18001 Chadia
- 18002 Bouhanche Beni Ahmed
- 18003 Ouled Taffer
- 18100 Texenna
- 18101 Mourghane
- 18102 Khennak Oum el Hout
- 18103 Dar ben Amar
- 18104 Metletine
- 18110 Ziama Mansouriah
- 18113 Bordj Ali
- 18114 Tabirt
- 18120 Eraguene
- 18121 Ain Lebna
- 18122 Assoumar
- 18130 El Aouana
- 18131 El Merdj
- 18132 Beni Ketit
- 18140 Selma
- 18150 Kaous
- 18161 Beni Affeur
- 18162 El Maad
- 18170 Beni Yadjis
- 18170 Boudria Beni Yadjis
- 18200 Taher
- 18201 Dekkara
- 18202 Bazoul
- 18220 Emir Abdelkader
- 18230 Chahna
- 18231 Boutenache
- 18240 Ouled Askeur
- 18241 Menazel
- 18250 Chekfa
- 18251 Boudekak Adouir
- 18252 Sbet
- 18260 Bordj Tahar
- 18270 Sidi Abdelaziz
- 18271 El Kaada
- 18272 Tisbilaine
- 18300 El Milia
- 18301 Mazer
- 18302 M'chatt
- 18311 Ouled Yahia Khadrouche
- 18312 Ouled Aouat
- 18320 Sidi Maarouf
- 18321 El Kennar
- 18322 El Akbia
- 18323 Ghezala
- 18331 El Khennak
- 18332 Laraba
- 18340 Settara
- 18350 Ghebala M'cid Aicha
- 18351 El Aoudia
- 18360 El Ancer
- 18361 Belghimouze
- 18362 Beni Belaid
- 18363 Maharka
- 18364 Ouled Boufaha
- 18365 Ouled Chebana
- 18380 Belhadef
- 18381 Beni Mimoune

### Setif
- 19000 Setif
- 19002 El Anasser Base
- 19003 Fermatou
- 19004 Douar Fermatou
- 19100 Ain Arnat
- 19101 Khalfoun
- 19103 El Hachichia
- 19104 El Mahdia
- 19110 Ain Abessa
- 19111 Bouira
- 19111 El Hammam
- 19112 Mahouan
- 19120 El Ouricia
- 19130 Mezloug
- 19200 Ain Oulmane
- 19201 Guellal
- 19203 Melloul
- 19220 Ksar el Abtal
- 19221 Kherba
- 19221 Ouled Mehalla
- 19225 Ouled Si Ahmed
- 19230 Ain Lahdjar
- 19231 Ain Remada
- 19245 Ain Azal
- 19246 Hamma Boutaleb
- 19250 Boutaleb
- 19261 Addaoua
- 19265 Guijel
- 19266 Bendieb
- 19266 Bir Labiod
- 19280 Salah Bey
- 19281 Ras Isly
- 19285 Ouled Tebben
- 19300 Bougaa
- 19310 Ain Roua
- 19331 El Hadra
- 19340 Guenzet
- 19341 Kourdjana
- 19342 Dar el Hadj
- 19342 Meguerba
- 19351 Tittest
- 19361 Ouled Ali ben Athmane
- 19370 Maouaklane
- 19371 Bouamrane
- 19400 Aïn El Kebira
- 19401 Souk el Khmeis
- 19421 Ouled Maiza
- 19430 Beni Aziz
- 19432 Akrif Bnourdim
- 19440 Ain Sebt
- 19450 Maaouia
- 19461 Souk el Djemaa
- 19462 Cherufa
- 19471 Bida
- 19480 Amoucha
- 19490 Tizi N'Bechar
- 19495 Oued el Berd
- 19500 Bouandas
- 19511 Izatitene
- 19540 Tala Ifacene
- 19542 Oued Sebt
- 19543 Ain Mergoum
- 19600 El Eulma
- 19601 Goutali
- 19620 Beni Fouda
- 19625 Oum Ladjoul
- 19626 Hammam Sokhna
- 19630 Taya
- 19640 Beidha Bordj
- 19650 Bir El Arch
- 19660 Belaa
- 19670 El Ouldja
- 19675 Bazer Sakhra
- 19676 El Mellah Hamouchi
- 19680 Djemila
- 19681 El Merdja
- 19700 Beni Ourtilane
- 19701 Arassa
- 19710 Beni Chebana
- 19711 Tarfet
- 19720 Ain legradj
- 19721 Beni Hadef
- 19730 Beni Mohli

### Saida
- 20000 Saida
- 20001 Boukhors
- 20002 Saida en-Nasr
- 20100 Ain el Hadjar
- 20101 Madjene Oued Falette
- 20102 Oued Berbour
- 20103 Sidi M'barek
- 20110 Moulay Larbi
- 20121 Fidjel
- 20131 Ain Teghat
- 20132 Rebahia
- 20133 Hammam Rabbi
- 20134 Ain Zerga
- 20140 Ain Soltane
- 20150 Youb
- 20151 Khelifa Maata
- 20152 Hassi el Abed
- 20161 Hounet
- 20170 Sidi Boubekeur
- 20180 Sidi Amar
- 20181 Cherki Sidi Aissa
- 20201 Oum Djerane
- 20202 Dhaiet Zraguet
- 20203 Tamesna
- 20210 Maamora
- 20221 Balloul
- 20222 Khourichfa
- 20223 Touta
- 20035 Tircine
- 20241 Friouat Morghad
- 20241 Khalfallah
- 20242 Sfid
- 20250 Ain Sekhouna

### Skikda
- 21000 Skikda
- 21001 Stora
- 21003 Hamoudi Hamrouche
- 21004 Oued Ksob
- 21100 Filfila
- 21101 Les Platanes
- 21110 Hamadi Krouma
- 21120 Beni Bechir
- 21130 El Hadaiek
- 21140 Bouchetata Mahmoud
- 21141 Oued Selsela
- 21142 Bou Mendjel
- 21150 Aïn Zouit
- 21200 Collo
- 21201 El Ouloudj
- 21203 Hadjiria
- 21204 Ramoul
- 21210 Kerkera
- 21211 Bourghida
- 21216 Ali Charef
- 21220 Zitouna
- 21221 Aïn Aghbal
- 21222 Tabalout
- 21225 Cheraia
- 21226 Tamanart
- 21230 Kanoua
- 21231 Affensou
- 21236 Mellab
- 21237 Bounoughra
- 21238 Oued Djebel
- 21239 Siouane
- 21241 El Ouldja
- 21250 Aïn Kechra
- 21251 Beni Kadrissene
- 21252 Boudoukha
- 21253 Hadjar Mefrouche
- 21254 Tahouna
- 21265 Tamalous
- 21266 Aïn Charaia
- 21267 Aïn Tabia
- 21268 Demnia
- 21270 Bin El Ouiden
- 21300 Azzaba
- 21301 Menzel Bendiche
- 21303 Menzel El Abtal
- 21310 Djendel Saadi Mohamed
- 21311 Guerbes
- 21312 Ras el Ma
- 21320 El Marsa
- 21330 Ben Azouz
- 21331 Boumaiza
- 21332 Tobeiga
- 21340 Es Sebt
- 21350 Aïn Charchar
- 21351 Mekassa
- 21352 Oued-el-Kebir
- 21360 Bekkouche Lakhdar
- 21400 El Harrouch
- 21401 Toumiettes
- 21403 Said Bousbaa
- 21410 Zerdezas
- 21415 Aïn Bouziane
- 21420 El Ghedir
- 21425 Ramdane Djamel
- 21430 Emdjez Edchich
- 21431 Djebel Staiha
- 21432 Bouhalbes
- 21435 Salah Bouchaour
- 21440 Sidi Mezghiche
- 21441 Souk el Tleta
- 21442 El Hamri
- 21443 Mokhtita
- 21445 Beni Oulbane
- 21450 Oum Toub
- 21451 Sidi Kamber
- 21452 Boulazib
- 21455 Ouled Hebaba
- 21456 El Ghenzoua
- 21457 Aïn Slamat

### Sidi Bel Abbes
- 22000 Sidi Bel Abbès
- 22001 Sidi bel Abbes Adim Fatiha
- 22002 Sidi bel Abbes Chouhada
- 22003 Sidi bel Abbes Khelladi
- 22004 Sidi bel Abbes Larbi ben M'hidi
- 22005 Sidi-bel-Abbès 1er novembre
- 22006 Sidi bel Abbes Sakia el Hamra
- 22007 Sidi bel Abbes Terre
- 22008 Sidi bel Abbes Sidi Yacine
- 22100 Sidi Lahcene
- 22120 Sidi Yacoub Bentemine
- 22130 Sidi Khales
- 22140 Tessala
- 22150 Ain Thrid
- 22180 Shal Thaoura
- 22190 Sidi Brahim
- 22200 Sfisef
- 22210 Ain Adden
- 22220 Mostefa ben Brahim
- 22225 M'Cid
- 22230 Sidi Hamadouche
- 22235 Zerouala
- 22240 Tenira
- 22241 Tenezara
- 22245 Benachiba Chelia
- 22250 Oued Sefioun
- 22255 Belarbi
- 22256 Boumaad Tilmouni
- 22260 Hassi Dahou
- 22265 Ain El Berd
- 22270 Makedra
- 22300 Ben Badis
- 22310 Sidi Ali Benyoub
- 22311 Belalia Yemloul
- 22320 Chetouane
- 22330 Hassi Zahana
- 22340 Bedradine el Mokrani
- 22350 Sidi Ali Boussidi
- 22360 Lamtar
- 22370 Sidi Dahou de Zairs
- 22380 Boukhanafis
- 22381 Khalidj
- 22390 Tabia
- 22400 Telagh
- 22410 Merine
- 22415 Oued Taourira
- 22420 Tafessour
- 22430 Teghalimet
- 22435 Mezaourou
- 22440 Dhaya
- 22445 Oued Sebaa
- 22450 Marhoum
- 22455 Sidi Chaib
- 22460 Bir el H'man
- 22465 Ras el Ma
- 22470 Redjem Demouche
- 22475 Moulay Slissen
- 22485 El Haçaiba

### Annaba
- 23000 Annaba
- 23004 El Hadjar
- 23005 Sidi Amar
- 23006 Aïn Berda
- 23009 Berrahal
- 23010 El Bouni
- 23014 Chetaïbi
- 23015 Seraïdi
- 23018 Cheurfa
- 23021 Oued El Aneb
- 23022 Treat
- 23031 Eulma

### Guelma
- 24000 Guelma
- 24100 Guelaat Boudbaa
- 24110 Boumahra Ahmed
- 24111 Bled Gaffar
- 24121 Guelaat Fiala
- 24125 Djeballah Khemissi
- 24130 El Fedjoudj
- 24140 Aïn Hassainia
- 24141 Ain Kharouba
- 24145 Ben Djarah
- 24150 Hammam Meskhoutine
- 24151 Dahmoune Tahar
- 24160 Medjez Amar
- 24165 Belkheir
- 24170 Bouati Mahmoud
- 24180 Heliopolis
- 24181 Hammam Ouled Ali
- 24185 Aïn Larbi
- 24200 Bouchegouf
- 24210 Medjez Sfa
- 24220 Hammam N'Bail
- 24221 Nador
- 24231 Ain Souda
- 24240 Bouhachana
- 24250 Oued Cheham
- 24251 Ain Mebarka
- 24270 Nechmaya
- 24280 Aïn Ben Beida
- 24281 Nouadria
- 24290 Oued Fragha
- 24291 Boudaroua
- 24292 Boukamouza
- 24296 Ben Smih
- 24300 Oued Zenati
- 24301 Ksar el Azeb
- 24310 Ras el Agba
- 24320 Aïn Reggada
- 24331 Taya
- 24340 Bordj Sabat
- 24350 Roknia
- 24360 Sellaoua Announa
- 24370 Aïn Makhlouf
- 24380 Tamlouka
- 24381 Ain Arko

### Constantine
- 25000 Constantine Gare
- 25001 Constantine Cite Daksi
- 25002 Constantine Coudiat
- 25003 Constantine Sidi Mabrouk
- 25004 Constantine Mansourah
- 25005 Constantine RP
- 25006 Constantine Cite des Martyrs
- 25007 Constantine Aouati Mostefa
- 25008 Constantine Belouizdad
- 25009 Constantine El Kantara
- 25010 Constantine Chabersas
- 25011 Constantine Cite Filali
- 25012 Constantine Cite Ziadia
- 25013 Constantine El Gamas
- 25014 Constantine Loucif
- 25015 Constantine Oued Hamimi
- 25016 Constantine Saidani
- 25017 Constantine Université
- 25018 Constantine Wilaya
- 25019 Constantine Zouaghi
- 25020 Constantine Ain-el-Bey
- 25022 Constantine Les Pins
- 25023 Constantine 20 août 1955
- 25024 Constantine Bellevue
- 25100 El Khroub
- 25101 El Gourzi
- 25102 Ben Badis
- 25103 Guettar el Aich
- 25120 Ouled Rahmoune
- 25130 Aïn Abid
- 25131 Bordj Meheris
- 25132 Zehana
- 25133 Lamaamra Achrine Aout
- 25140 Ain Smara
- 25200 Zighoud Youcef
- 25201 Sidi Larbi
- 25210 Didouche Mourad
- 25211 Beni Mestina
- 25220 Beni Hamiden
- 25230 Hamma Bouziane
- 25231 Bekira
- 25232 Chaabet Medbouh
- 25233 El Malah
- 25234 Ain Ben Sbaa
- 25235 Kaidi Abdellah
- 25240 Ibn Ziad
- 25241 Farallah
- 25250 Ain Kerma
- 25251 Darsoun

### Médéa
- 26000 Médéa
- 26001 Ain D'hab
- 26002 Rezarza
- 26100 Ouzera
- 26101 Benhaddou Bouhadjar
- 26111 Tizi Mahdi
- 26120 Draa Essamar
- 26125 Tamesguida
- 26130 Oued Harbil
- 26140 El Hamdania
- 26145 Benchicao
- 26150 Ouamri
- 26160 Si Mahdjoub
- 26165 Bouaichoune
- 26170 Ouled Bouachra
- 26180 Hannacha
- 26200 Berrouaghia
- 26201 M'hadjbia
- 26211 Sidi Nadji
- 26220 El Omaria
- 26221 Sidi Salem
- 26230 Ouled Brahim (Médéa)
- 26240 Khams Djouamaa
- 26250 Sidi Naamane
- 26260 Zoubiria
- 26270 Rebaia
- 26271 Merabtine
- 26300 Ksar el Boukhari
- 26311 Ain Tletat
- 26320 Boghar
- 26325 Moudjbar
- 26330 Saneg
- 26340 Oum el Djallil
- 26345 Chahbounia
- 26350 Bou Aiche
- 26360 Boughezoul
- 26365 Aziz
- 26366 Kherba Siouf
- 26370 Derrag
- 26380 Ouled Hellal
- 26381 Ain Dalia
- 26400 Beni Slimane
- 26401 Ahl Chaaba
- 26410 Sidi Errabia
- 26420 Djouab
- 26430 Bir Ben Laabed
- 26441 Hakimia
- 26442 Tamda
- 26450 Boudkene
- 26451 Ouled Larbi
- 26460 Sidi Ziane
- 26470 Sidi Zahar
- 26500 Ain Boucif
- 26510 Sidi Damed
- 26521 Benia
- 26530 Chellalet El Adhaoura
- 26540 Cheniguel
- 26550 Tafraout
- 26560 Ain Ouksir
- 26570 Tlatet Eddouar
- 26580 Seghouane
- 26591 Oum el Adham
- 26592 Bir Messaoud
- 26595 El Ouinet
- 26600 Tablat
- 26610 Deux Bassins
- 26621 Seriat
- 26630 El Azizia
- 26641 Maarik el Malah
- 26650 Meghraoua
- 26660 Sedraia
- 26670 Mihoub
- 26680 Aissaouia
- 26690 Bouchrahil
- 26695 Baata

### Mostaganem
- 27000 Mostaganem
- 27001 Mostaganem Bordji
- 27100 Hassi Mameche
- 27110 Sayada
- 27111 Debdaba
- 27120 Mazagran
- 27121 Oureah
- 27130 Aïn Nouïssy
- 27141 El Hassiane (Beni Yahi)
- 27150 Stidia
- 27151 Louza
- 27160 Fornaka
- 27200 Aïn Tedles
- 27210 Sour
- 27215 Sidi Belattar
- 27220 Oued El Kheir
- 27230 Safsaf
- 27235 Kheiredine
- 27236 Ouled Hamou
- 27240 Aïn Boudinar
- 27245 Bouguirat
- 27246 Ouled Chafaa
- 27250 Sirat
- 27255 Mesra
- 27260 Aïn Sidi Cherif
- 27270 Touahria
- 27300 Sidi Ali
- 27301 Achasta Ammor
- 27302 M'zila Mahieddine
- 27310 Hadjadj
- 27320 Abdelmalek Ramdane
- 27330 Achaacha
- 27340 Ouled Boughalem
- 27350 Sidi Lakhdar
- 27351 Tazgait
- 27352 Mansourah
- 27370 Khadra
- 27380 Nekmaria
- 27390 Ouled Maallah

### M'sila
- 28000 M'sila
- 28001 Boukhemissa
- 28002 Ghezal
- 28003 Aïn El Hadjel
- 28003 Chebilia
- 28091 Baniou
- 28100 Ouled Derradj
- 28101 Braktia
- 28111 Bichara
- 28112 Zitoun
- 28113 Djaouna
- 28114 El Ghil
- 28120 Ouled Addi Guebala
- 28121 M'zair
- 28130 Berhoum
- 28150 Magra
- 28160 Belaiba
- 28170 Aïn Khadra
- 28180 M'Tarfa
- 28190 Souamaa
- 28200 Bou Saada
- 28211 Eddis
- 28212 Mohamed Seddik Benyahia
- 28215 Ben S'rour
- 28217 El Allig
- 28220 Sidi Ameur
- 28225 Oultem
- 28230 Benzouh
- 28231 Aïn Kermane
- 28236 Djoub
- 28240 Zarzour
- 28251 Bir Guellalia
- 28252 Djebel Meharga
- 28253 Dhebel Thameur
- 28254 Djebel Zeyreg
- 28256 Djebel Guettara
- 28265 Tamsa
- 28300 Sidi Aïssa
- 28301 Beddiab
- 28302 Berrarda
- 28320 Sidi Hadjeres
- 28330 Zerarka
- 28331 Reguaieg
- 28340 Beni Ilmane
- 28351 Guetfa
- 28400 Aïn El Melh
- 28401 Thameur Sidi M'hamed
- 28411 Bordj Belkhrif
- 28420 Aïn Errich
- 28431 Aïn Oghrab
- 28440 El Hamel
- 28450 Medjedel
- 28451 Hassi Rahem
- 28470 Slim
- 28480 Bir Fodda
- 28481 M'guitaa
- 28490 Mohammed Boudiaf
- 28495 Aïn Fares
- 28496 Aïn Laaleg
- 28500 Hammam Dalaa
- 28501 Dreat
- 28502 Bir Mahdi
- 28511 Ahl el Oued
- 28511 Melouza
- 28520 Tarmount
- 28530 Ouled Mansour
- 28540 Chellal
- 28541 Ced el Ghaba

### Mascara
- 29000 Mascara
- 29001 Khessibia
- 29100 Bou Hanifia
- 29101 Graia
- 29101 Sidi Slimane
- 29110 Hacine
- 29120 El Guettana
- 29130 Tizi
- 29140 Aïn Fares
- 29141 Noureddine
- 29200 Tighenif
- 29225 M'hamid
- 29230 El Bordj
- 29235 El Menouar
- 29240 Oued El Abtal
- 29241 Aïn Bouras
- 29245 Aïn Farah
- 29250 Sidi Kada
- 29251 Smala Sidi Mahieddine
- 29255 Nesmoth
- 29260 Khalouia
- 29300 Sig
- 29301 Khrouf
- 29320 Ras Ain Amirouche
- 29330 Zahana
- 29331 Djenien Meskine
- 29340 El Gaada
- 29350 Oggaz
- 29360 Alaimia
- 29400 Mohammadia
- 29401 Macta Menouar
- 29402 Sahaouria
- 29420 Sidi Abdelmoumene
- 29421 Sidi Benzerga
- 29430 El Ghomri
- 29440 Sedjerara
- 29450 Bou Henni
- 29452 Yallou
- 29460 Mocta Douz
- 29500 Ghriss
- 29510 Makda
- 29515 Oued Taria
- 29520 Benian
- 29525 Aïn Fekan
- 29530 Aïn Fras
- 29535 Guerdjoum
- 29540 Matemore
- 29541 Zellaga
- 29550 Aouf
- 29560 Froha
- 29565 Maoussa

### Ouargla
- 30000 Ouargla
- 30001 Bamendil
- 30002 Chott
- 30003 Bouameur
- 30006 Sidi Amrane
- 30009 Beni Thour
- 30015 Ouargla 1er mai
- 30100 Sidi Khouiled
- 30110 N'Goussa
- 30111 El Bour
- 30112 Frane
- 30120 Aïn Beïda (Ouargla)
- 30130 Rouissat
- 30140 Hassi Ben Abdellah
- 30200 Touggourt
- 30201 El Bhour
- 30202 El Ksour
- 30203 Ghamra
- 30204 Goug
- 30205 Moggar
- 30206 Sidi Mahdi
- 30207 Touggourt Emir A.E.K.
- 30210 M'garine
- 30220 Balidat Ameur
- 30230 Temacine
- 30240 Touggourt Nezla
- 30250 Zaouia el Abidia
- 30260 Tebesbest
- 30270 Sidi Slimane
- 30300 El Hadjira
- 30301 Chegga
- 30302 Lagraf
- 30303 Rachedi
- 30310 El Allia
- 30400 Taibet
- 30401 Dlilai
- 30402 Mouih ben Ali
- 30410 M'Naguer
- 30420 Benaceur
- 30500 Hassi Messaoud
- 30501 Haoud el Hamra
- 30502 Irara
- 30510 El Borma

### Oran
- 31000 Oran el M'naouer
- 31001 Oran ben Abderrezak
- 31002 Oran Bougueri
- 31003 Oran Collis Postaux
- 31004 Oran D'haia
- 31005 Oran el Feth
- 31006 Oran el Hamri st hubert
- 31007 Oran el Makkari
- 31008 Oran el Marsa
- 31009 Oran el Moudjahed
- 31010 Oran Emir Khaled
- 31011 Oran es Sijane
- 31012 Oran es Soukhour
- 31013 Oran Hai Badr
- 31014 Oran H.L.M. Seddikia
- 31015 Houha Mohamed (Mahmoud)
- 31015 Oran Houha Mohamed
- 31016 Oran Ibn Sinna
- 31017 Oran Imam el Houari
- 31018 Oran la Fontaine
- 31019 Oran Mekki Khelifa
- 31020 Oran Mouloud Ferauoun
- 31021 Oran Othmania
- 31022 Oran Oussama
- 31024 Oran RP
- 31025 Oran Seddikia
- 31026 Oran Sidi el Bachir
- 31027 Oran Sidi Okba
- 31028 Oran Si Salah
- 31029 Oran Tafna
- 31030 Oran Wilaya
- 31031 Oran Yaghmorassen
- 31032 Oran Fellaoussene
- 31033 Oran RP Terre 2
- 31034 Oran Izidi Mohamed
- 31035 Oran Dar Beïda
- 31036 Oran U.S.T.O.
- 31037 Oran Ibn Roch
- 31100 Es Senia
- 31101 En Nedjma
- 31103 Aïn Beïda (Oran)
- 31110 El Kerma
- 31121 Sidi Maarouf
- 31130 Bir el-Djir
- 31131 Bendaoud
- 31132 El Minzah
- 31133 Khemisit
- 31140 Oued Tlelat
- 31141 Mahdia
- 31142 Kehailia
- 31143 Sidi Ghalem
- 31150 El Braya
- 31160 Tafraoui
- 31170 Boutlelis
- 31171 Naib
- 31180 Messerghin
- 31181 Rabah
- 31200 Arzew
- 31201 Akid Othmane
- 31202 El Mahgoun
- 31210 Bethioua
- 31210 Sidi Chami
- 31211 Granine
- 31212 Ayaida
- 31213 Chairia
- 31214 Djefafla
- 31215 Araba
- 31220 Marsat El Hadjadj
- 31221 Hassasna
- 31230 Ain Biya
- 31240 Boufatis
- 31241 Gotni
- 31242 Hassiane Ettoual
- 31250 Ben Freha
- 31260 Gdyel
- 31261 Kristel
- 31270 Hassi Mefsoukh
- 31280 Sidi ben Yabka
- 31290 Hassi Bounif
- 31291 Hassi Ameur
- 31295 Hassi Ben Okba
- 31300 Ain Turk
- 31301 Ain Turk Terre
- 31310 Mers el Kébir
- 31311 Akid Abbes
- 31312 Dadayoun
- 31313 Fellaoussene A. Ramdane
- 31314 Mers el Kebir Marine
- 31320 Bousfer
- 31320 Bou Sfer
- 31321 Bousfer Air
- 31330 El Ançor
- 31340 Ain Kerma
- 31341 El Bordj el Abiadh
- 31342 Sidi Bakhti

### El Bayadh
- 32000 El Bayadh
- 32001 El Bayadh Hasnaoui Said
- 32002 El Bayadh Sahnoune Miloud
- 32100 Boualem
- 32110 Sidi Ameur
- 32120 Sidi Tifour
- 32130 Sidi Slimane
- 32140 Stitten
- 32150 Ghassoul
- 32160 Krakda
- 32170 Brezina
- 32200 Bougtoub
- 32210 El Kheiter
- 32211 Bordj el May
- 32220 Tousmouline
- 32240 Rogassa
- 32250 Cheguig
- 32300 El Abiodh Sidi Chekh
- 32310 El Bnoud
- 32320 Boussemghoun
- 32330 Chellala
- 32340 Ain el Orak
- 32350 Arbaouat
- 32360 El Mehara

### Illizi
- 33000 Illizi
- 33100 Djanet
- 33200 In Amenas
- 33210 Bordj Omar Driss
- 33220 Debdeb

### Bordj-Bou-Arreridj
- 34000 Bordj-Bou-Arreridj
- 34001 Cherchar
- 34100 Mansoura
- 34101 El Hamra
- 34120 El Mehir
- 34125 Bendaoud
- 34130 Ouled Sidi Brahim
- 34131 Tizi Kachouchene
- 34145 Bordj Zemoura
- 34146 Beni Laalem
- 34160 Ouled Dahmane
- 34166 Merdj Medjana
- 34167 Ouled Rached
- 34170 Tefreg
- 34175 El Main
- 34180 Teniet En Nasr
- 34185 Colla
- 34190 Medjana
- 34191 Ain Soltane
- 34195 El Achir
- 34200 Ras el Oued
- 34201 Bir Hmaoudi
- 34202 Rmail
- 34210 Ouled Brahim (Bordj Bou Arreridj)
- 34215 Ain Taghrout
- 34216 Chefaa
- 34220 Bir Kasdali
- 34225 Tixter
- 34235 Khelil
- 34240 El Hamadia
- 34241 Mekarta
- 34245 Rabta
- 34255 Ksour
- 34260 Sidi Embarek
- 34261 Ayada
- 34262 Bir Aissa
- 34263 Guemmour
- 34264 Boulhaf
- 34270 Belimour
- 34275 Bordj Ghédir
- 34276 Telata
- 34285 Ghilassa
- 34295 El Anasser

### Boumerdès
- 35000 Boumerdès
- 35100 Dellys
- 35100 Dellys
- 35101 Takdempt
- 35110 Afir
- 35120 Ben Choud
- 35130 Baghlia
- 35131 Ouled Hamida
- 35132 Fourar Ain Sebaou
- 35140 Taourga
- 35150 Sidi Daoud
- 35151 Tchouchfi Bouberak
- 35200 Bordj Menaiel
- 35201 Rouafa
- 35202 Tizi Nali Slimane
- 35210 Djinet
- 35211 Haouche ben Ouali
- 35220 Chabet el Ameur
- 35230 Isser
- 35231 Isserville
- 35232 Kehf el Gharbi
- 35250 Naciria
- 35260 Zemmouri
- 35261 Koudiat el Arais
- 35262 Boudhar
- 35270 Si Mustapha
- 35280 Leghata
- 35320 Bordj El Bahri
- 35321 El Marsa
- 35350 Khemis El-Khechna
- 35351 Bou Hamedi
- 35352 Chebacheb
- 35353 Khemis el Khechna 17 juin
- 35370 Larbatache
- 35400 Boudouaou
- 35420 Corso
- 35425 Beni Amrane
- 35426 Bouaidel
- 35427 Haddada
- 35428 Zenina
- 35440 Ouled Moussa
- 35450 El Kharrouba
- 35470 Thenia
- 35471 Karma
- 35480 Souk El-Haad
- 35490 Tidjelabine

### El Tarf
- 36000 El Tarf
- 36001 Ain Khiar
- 36002 Mexna
- 36100 El Kala
- 36101 Kantara el Malha el Hamra
- 36111 Oum Teboul
- 36112 Oued el Hout
- 36120 El Aioun
- 36130 Roum el Souk
- 36140 Ben Amar
- 36141 Bouaabed
- 36142 Righia
- 36150 Lac des Oiseaux
- 36160 Berrihane
- 36170 Aïn El Assel
- 36171 Boutella Abdallah
- 36180 Bougous
- 36190 Zitouna
- 36195 Bouteldja
- 36200 Drean
- 36201 Ain Allem
- 36210 Chihani
- 36211 Raghouche
- 36220 Ben M'hidi
- 36222 Sidi Kacem Boughermaa
- 36223 Sidi Embarek Bounamoussa
- 36230 Zerizer
- 36240 Besbes
- 36241 Dar Houssa
- 36242 Chott
- 36250 Asfour
- 36260 Chefia
- 36271 Chebaita
- 36300 Bouhadjar
- 36310 Oued Zitoun
- 36320 Hammam Beni Salah
- 36330 Ain Kerma
- 36331 El Fhis
- 36332 Berdjilette

### Tindouf
- 37000 Chenachan
- 37005 Ford Lotfi
- 37004 Gara Djebilet
- 37000 Hassi Abdallah
- 37005 Hassi Khebi
- 37006 Hassi Mounir
- 37003 Oum El Assel
- 37000 Tindouf
- 37001 Tindouf Hassi Ammar
- 37002 Tindouf Hay Nasr
- 37000 Tindouf Mouggar

### Tissemsilt
- 38000 Tissemsilt
- 38001 Ain Kerma
- 38100 Khemisti
- 38101 Ain Ferradja
- 38102 Ain Guergour
- 38110 Ammari
- 38120 Maacem
- 38130 Ouled Bessem
- 38140 Sidi Abed
- 38200 Theniet El Had
- 38201 Amrouna
- 38202 Meguisba
- 38203 Sidi Megrani
- 38204 Sidi Mosbah
- 38210 Sidi Boutouchent
- 38220 Youssoufia
- 38230 Layoune
- 38231 Doui Hasni
- 38232 Baraka
- 38240 Bordj Emir Abdelkader
- 38241 Sekaka
- 38300 Bordj Bou Naama
- 38301 Melaab
- 38310 Tamalaht
- 38320 Beni Lahcene
- 38330 Beni Chaib
- 38331 Souk Sebt
- 38340 Sidi Slimane
- 38350 Boucaid
- 38360 Lazharia
- 38362 Tamzlait
- 38370 Larbaa
- 38390 Lardjem
- 38395 Sidi Lantri

### El Oued
- 39000 El Oued
- 39001 Lizerg
- 39100 Debila
- 39101 Djedeida
- 39102 Hassani Abdelkrim
- 39110 Hassi Khalifa
- 39130 Sidi Aoun
- 39140 Magrane
- 39141 Ayaycha
- 39150 Bayada
- 39160 Trifaoui
- 39170 Robbah
- 39171 Oglat Amiche
- 39180 Nakhla
- 39200 El M'Ghair
- 39200 N'cira
- 39202 El Baadj
- 39203 Ain Cheikh
- 39204 Dendouga
- 39210 Stile
- 39220 Oum Touyour
- 39230 Sidi Khellil
- 39240 Djamaa
- 39241 Aïn Choucha
- 39242 El Arfiane
- 39243 Tamerna
- 39244 Tigidine
- 39245 Zaoualia
- 39250 M'Rara
- 39260 Sidi Amrane
- 39271 Tenedla
- 39300 Tayeb Larbi
- 39311 Douilat
- 39400 Guemar
- 39401 Ghamra
- 39402 Hobba
- 39410 Mih Ouansa
- 39420 Ouled El Alenda
- 39430 Reguiba
- 39440 Hamraia
- 39450 Kouinine
- 39460 Ourmas
- 39470 Taghzout

### Khenchela
- 40000 Khenchela
- 40001 Tamayourt
- 40100 El Hamma
- 40101 Chentgouma
- 40102 Ain Mimoun
- 40103 Hamam Salihine
- 40120 M'Toussa
- 40130 Baghai
- 40141 Ain Aizar
- 40150 Ain Touila
- 40151 Belkitane
- 40152 Bekkar
- 40200 Kais
- 40201 Henchir M'lieh
- 40220 Taouzient
- 40230 Yabous
- 40240 Bouhmama
- 40250 M'Sara
- 40261 Kamouda
- 40300 Chechar
- 40301 Taberdga
- 40302 Seiar
- 40303 Aghir
- 40304 Tafassour
- 40310 Khirane
- 40320 Djellal
- 40321 Tizint
- 40331 Ain Djarboua
- 40332 Zoui
- 40340 Babar
- 40341 Fouanis
- 40351 Tazougart
- 40352 Ouled Azzedine
- 40360 El Oueldja

### Souk-Ahras
- 41000 Souk Ahras
- 41100 Taoura
- 41101 Battoum
- 41102 Bou Maaraf
- 41110 Mechroha
- 41111 Ain Seynour
- 41115 Merahna
- 41116 Bir Louhichi
- 41131 Bordj M'raou
- 41140 Dréa
- 41146 El Betiha
- 41150 Tiffech
- 41155 Zaarouria
- 41165 Ouled Driss
- 41200 Sedrata
- 41210 Khemissa
- 41220 M'daourouch
- 41222 Ain Hadjar
- 41230 Oued Kerberit
- 41240 Ragouba
- 41250 Bhir Bouhouche
- 41280 An Soltane
- 41290 Oum El Adhaim

### Tipaza
- 42000 Tipaza
- 42101 Rivaille
- 42102 Hamdania
- 42103 Cherchell Terre
- 42110 Sidi Semiane
- 42115 Sidi Ghiles
- 42120 Hadjeret Ennous
- 42125 Menaceur
- 42126 Temloul
- 42127 Fedjana
- 42128 Ban Yagoub Fedjana
- 42128 Benicoub Fedhaba
- 42130 Sidi Amar
- 42135 Gouraya
- 42140 Messelmoun
- 42145 Damous
- 42146 Bouyamine
- 42150 Larhat
- 42161 Loudalouze
- 42200 Hadjout
- 42202 Errahaba
- 42203 El Bachir Mohamed
- 42210 Meurad
- 42211 Bouteldja
- 42220 Ahmar el Ain
- 42221 Cinq Martyrs
- 42230 Bourkika
- 42231 Sahel
- 42240 Nador
- 42250 Sidi Rached
- 42300 Cherchell
- 42301 Bouchaoui
- 42302 Oued Sidi Lekhal
- 42321 Sidi-Fredj
- 42322 El Bridja
- 42323 Zeralda B Souidana
- 42324 Mazafran Bouzezga
- 42340 Staoueli
- 42370 Baba Hassen
- 42380 Souidania
- 42390 Khraicia
- 42391 Sidi Boukhris
- 42395 Saoula
- 42396 Baba Ali
- 42003 Kolea
- 42410 Chaiba
- 42415 Bou Ismaïl
- 42416 Halloula Sahilia
- 42420 Khemisti
- 42420 Port Khemisti
- 42425 Bou Haroun
- 42430 Ain Tagourait
- 42435 Attatba
- 42440 Fouka
- 42441 Fouka el Bahri
- 42442 Ain El Ahdjar
- 42445 Douaouda Ville
- 42446 Douaouda Marine
- 42447 Daouda Oliviers
- 42450 Mehelma
- 42451 Zaatria

### Mila
- 43000 Mila
- 43001 Azeba
- 43100 Grarem
- 43101 Guettara
- 43110 Aïn Tine
- 43130 Chigara
- 43140 Hamala
- 43150 Sidi Merouane
- 43200 Chelghoum Laid
- 43201 Boufoula
- 43202 Boukarana
- 43202 Tahamachet
- 43210 Aïn Mellouk
- 43211 Mechtatine
- 43220 Tadjenanet
- 43230 Benyahia Abderrahmane
- 43240 Oued Athmenia
- 43241 Bled Youcef
- 43242 Djebel Aougueb
- 43243 Boumalek
- 43250 Teleghma
- 43251 Ben Boulaid
- 43260 Oued Seguen
- 43270 Ouled Khalouf
- 43280 El Mechira
- 43301 Fedj M'zala
- 43316 Beni Guecha
- 43320 Tiberguent
- 43325 Tassadane
- 43331 Aïn Beida Djebel Halfa
- 43336 Kef Bouderga
- 43337 Merouana
- 43338 Aïn Trik
- 43346 Redjas
- 43350 Amira Arrès
- 43356 Beinen
- 43360 Zeghaia
- 43365 Ahmed Rachedi
- 43370 Rouached
- 43371 Sidi Zerrouk
- 43376 Zarza
- 43380 Tassala

### Ain Defla
- 44000 Ain Defla
- 44100 Djelida
- 44101 Baba Driss Aouaidia
- 44110 Tarik Ibn Ziad
- 44120 Bordj Emir Khaled
- 44130 Bourached
- 44135 El Amra
- 44136 El Aneb
- 44140 Mekhatria
- 44150 El Hassania
- 44151 Souk el Djemaa
- 44160 Djemaa Ouled Cheikh
- 44165 Bathia
- 44170 Arib
- 44171 Dar el Kaid
- 44180 Oued Djemaa
- 44190 Bir Ould Khelifa
- 44200 Miliana
- 44201 Zouggala
- 44210 Ben Allal
- 44220 Aïn Torki
- 44225 Khemis Miliana
- 44226 Ouled Belgacem
- 44230 Sidi Lakhdar
- 44240 Ain Soltane
- 44245 Boumedfaa
- 44246 Oued Zeboudj
- 44250 Hammam Righa
- 44260 Aïn Benian
- 44265 Hoceinia
- 44270 Djendel
- 44271 Ain Dem
- 44280 Ain Lechiekh
- 44285 Oued Chorfa
- 44286 Amourah
- 44290 Bir Bouche
- 44300 El Attaf
- 44301 Moulay Abdelkader
- 44302 Ouled Azza
- 44303 Cheikh Benyahia
- 44304 Sidi Bouabida
- 44305 Ouled Moussa Terchi
- 44330 Bellaas
- 44340 El Abaida
- 44350 Tacheta Zougara
- 44360 Ain Bouyahia
- 44370 Rouina
- 44380 Zeddine

### Naama
- 45000 Naâma
- 45001 Touadjeur
- 45100 Mecheria
- 45110 Aïn Ben Khelil
- 45120 Mekmen ben Amar
- 45130 El Kesdir
- 45140 El Biod
- 45200 Ain Sefra
- 45201 Mekter Forthassa
- 45210 Tiout
- 45220 Sfissifa
- 45230 Moghrar
- 45231 Moghrar Foukani
- 45232 Moghrar Tahtani
- 45240 Djenien Bourezg
- 45250 Asla

### Ain Temouchent
- 46000 Ain Temouchent
- 46100 El Malah
- 46110 El Amria
- 46125 Hassi el Ghella
- 46126 Aissaoui Boziane el Badr
- 46130 Ouled Boudjemaa
- 46135 Ain Kihal
- 46140 Sidi Ben Adda
- 46145 Terga
- 46155 Aghlal
- 46160 Chaabat El Leham
- 46200 Hammam Bouhadjar
- 46201 Ain Beida
- 46210 Aïn El Arbaa
- 46230 Hassana
- 46240 Oued Berkeche
- 46240 Tamzoura
- 46250 Oued Sebbah
- 46270 Aoubellil
- 46300 Beni Saf
- 46310 Sidi Safi
- 46320 El Emir Abdelkader
- 46331 Souk el Tenine
- 46341 Sidi Ouriache
- 46350 Ain Tolba
- 46351 Ain Allem

### Ghardaia
- 47000 Ghardaia
- 47001 Belghanem
- 47002 Melika
- 47004 Baissa Oualouane
- 47006 Lamied
- 47007 Noumerat
- 47008 Hai el Moudjahidine
- 47100 Berriane
- 47110 El Guerrara
- 47120 El Atteuf
- 47121 Ghardaia Noumerat
- 47130 Bounoura
- 47005 Beni Isguen
- 47132 Sidi Abbaz 20 aout 1955
- 47133 Garat Ettaam
- 47140 Dayet Ben Dahoua
- 47200 Metili
- 47201 Souareg
- 47202 Guemgouma
- 47210 Mansoura Nouvelle
- 47220 Hassi el Fehel
- 47230 Sebseb
- 47230 Zelfana
- 47300 El Mianiaa
- 47301 Belbachir
- 47310 Hassi el Gara

### Relizane
- 48000 Relizane
- 48100 El Matmar
- 48115 Kalaa
- 48116 Semmar
- 48125 Yellel
- 48135 Mendes
- 48136 Kenenda
- 48145 Sidi Khettab
- 48150 Belaassel Bouzegza
- 48155 Zemmora
- 48170 Oued El Djemaa
- 48175 Oued es Salem
- 48180 Sidi M'Hamed Benaouda
- 48200 Mazouna
- 48201 Ouled Meziane
- 48210 Sidi M'hamed Ben Ali
- 48220 El Guettar
- 48230 Mediouna
- 48240 Beni Zentis
- 48001 Oued Rhiou
- 48301 Kharmacha
- 48315 Ammi Moussa
- 48316 Souk El Had
- 48321 Ouled Moudjeur
- 48325 Aïn Tarek
- 48335 Ouarizane
- 48340 El H'madna
- 48345 Ouled Sidi Mihoub
- 48350 Ouled Yaich
- 48360 Djidiouia
- 48365 Hamri
- 48370 Ramka
- 48380 Lahlef
- 48381 Grainia